# Saison 11 de New York, unité spéciale
Chronologie
Saison 10 Saison 12
La onzième saison de la série télévisée américaine New York, unité spéciale, ou La Loi et l'Ordre : Crimes sexuels au Québec, (en anglais Law and Order: Special Victims Unit), se déroule du 23 septembre 2009 au 19 mai 2010.

## Distribution

### Acteurs principaux
- Christopher Meloni (VF : Jérôme Rebbot) : détective Elliot Stabler
- Mariska Hargitay (VF : Dominique Dumont) : détective Olivia Benson
- Richard Belzer (VF : Julien Thomast) : sergent John Munch
- Ice-T (VF : Jean-Paul Pitolin) : détective Odafin Tutuola
- Stephanie March (VF : ?) : substitut du procureur Alexandra Cabot (épisodes 5, 7, 8, 10, 11, 13, 14, 15 et 16)
- B. D. Wong (VF : Xavier Fagnon) : Dr George Huang
- Tamara Tunie (VF : Sylvie Jacob) : Dr Melinda Warner
- Dann Florek (VF : Serge Feuillard) : capitaine Don Cragen

Note : sans qu'aucune explication ne puisse être donnée, et bien que la substitut Kim Greylek ne soit pas présente dans la saison, Michaela McManus est créditée au générique dans les épisodes 1 à 4.

### Acteurs récurrents

#### Membres de l'Unité Spéciale
- Amir Arison : docteur Manning (épisodes 4, 14 et 17)

#### Bureau des Affaires Internes
- Robert John Burke : lieutenant Ed Tucker (épisodes 9)

#### Procureur
- Sam Waterston : procureur Jack McCoy (épisode 21)

#### Substituts du procureur
- Christine Lahti : substitut du procureur Sonya Paxton (épisodes 1, 2, 3, 4 et 8)
- Gretchen Egolf : substitut du procureur Kendra Gill (épisode 19)
- Sharon Stone : substitut du procureur Jo Marlowe (épisodes 21, 22, 23 et 24)

#### Avocats de la défense
- J. Paul Nicholas : avocat de la défense Linden Delroy (épisodes 1 et 17)
- Robert Klein : avocat de la défense Dwight Stannich (épisode 2)
- Ned Eisenberg : avocat de la défense Roger Kressler (épisodes 4 et 16)
- Jeri Ryan : avocate de la défense Patrice LaRue (épisodes 5 et 17)
- Austin Lysy : avocat de la défense Russell Hunter (épisode 8)
- Peter Hermann : avocat de la défense Trevor Langan (épisodes 9 et 22)
- David Thornton : avocat de la défense Lionel Granger (épisode 11)
- Delaney Williams : avocat de la défense John Buchanan (épisodes 14 et 22)
- Jason Jurman : avocat de la défense Mitch Shankman (épisode 21)
- Alex Kingston : avocate de la défense Miranda Pond (épisode 23)

#### Juges
- Harvey Atkin : juge Alan Ridenour (épisodes 2, 9 et 23)
- Joanna Merlin : juge Lena Petrovsky (épisodes 3 et 8)
- John Cullum : juge Barry Moredock (épisode 4)
- Lindsay Crouse : juge D. Andrews (épisodes 5, 16 et 21)
- Audrie J. Neenan : juge Lois Preston (épisodes 10, 11 et 19)
- Patricia Kalember : juge Karen Taten (épisode 11)
- Tonye Patano : juge Linda Maskin (épisodes 14, 15 et 22)
- Judith Light : juge Elizabeth Donnelly (épisode 15)
- John Henry Cox : juge Gregory Trenton (épisode 17)
- Kate Nelligan : juge Sylvia Quinn (épisode 22)
- Anita Gillette : juge Sheila Tripler (épisode 23)

#### FBI
- Vincent Spano : agent spécial Dean Porter (épisode 6)

#### Hôpital
- Stephen Gregory : Dr. Kyle Beresford (épisodes 3, 13 et 22)

#### NYFD
- Nathaniel Albright : ambulancier Jones (épisodes 3 et 5)

#### NYPD

##### Police scientifique
- Joel de la Fuente : technicien scientifique promu lieutenant Ruben Morales (épisodes 5, 6, 7, 11, 14, 19 et 20)
- Caren Browning : capitaine C.S.U. Judith Siper (épisodes 9, 17 et 22)
- Saila Rao : technicienne T.A.R.U. Anu Nayyar (épisodes 2 et 4)

##### Officiers de police
- Jabari Gray : détective Keegan Timmons (épisodes 3, 6, 11, 12, 15 et 20)
- Georgia Lyman : officier Whitney Bowman (épisodes 4, 9 et 21)
- Philip Levy : officier Fineman (épisode 8)
- Jamie Lynn Concepcion : officier de police Delgado (épisode 13)
- John Schuck : chef des détectives Muldrew (épisodes 10 et 12)

#### Entourage de l'Unité spéciale
- Isabel Gillies : Kathy Stabler (épisode 8)
- Jeffrey Scaperrotta : Dickie Stabler (épisode 8)
- Ernest Waddell : Ken Randall, fils de Fin Tutuola (épisode 19)
- Isabelle Huppert : Sophie Gérard (épisode 24)

## Production
La onzième saison, comporte 24 épisodes et est diffusée du 23 septembre 2009 au 19 mai 2010 sur NBC.
En France, la série est diffusée du 13 septembre 2010 au 20 décembre 2010 sur TF1.
Elle marque le retour de Stéphanie March en tant que personnage principale, cette dernière interprète de nouveau Alexandra Cabot, la substitut du procureur. Elle quitte la série au terme du seizième épisode de la saison.

## Liste des épisodes

### Épisode 1:Flic ou voyou
- États-Unis : 23 septembre 2009 sur NBC
- France : 13 septembre 2010 sur TF1

- États-Unis : 8,36 millions de téléspectateurs[2] (première diffusion)

- Mahershalalhashbaz Ali : Mark Foster
- Cherise Boothe : Beverly Neal
- Timothy Booth : Shane Harris
- Geneva Carr : Katie Harris
- Angel David : sergent Juan Carlos
- Christine Lahti : Sonya Paxton
- Helmar Augustus Cooper : Malcom Foster
- Jennifer Ferrin : Rena West
- Chike Johnson : Victor Tate
- Donshea Hopkins : Petite fille de 6 ans
- Kristopher Kling : Spencer Conlon
- Wentworth Miller : officier Nate Kendall
- Suzan Perry : Madeleine Stewart
- Melle Powers : Layla Foster
- Madeline Rhodes : Angelina Lupino
- Patrick Ryan Sullivan : Tom Conlon
- Glenn Turner : Willie Boots
- Robert Berlin : Homme
- J. Paul Nicholas : Linden Delroy
- Shavi Blake : Technicien scientitique

Alors qu'il enquête sur un infanticide sur une scène de crime en compagnie de la médecin-légiste Melinda Warner, l'officier de police Nate Kendall surprend une jeune femme, Rena West, vêtue d'un drap blanc en train de courir dans la rue et il la prend rapidement sous son aile pour la calmer. Terrorisée, elle lui affirme qu'elle vient d'être violée à son domicile. Cependant, alertés par Kendall qui l'a accompagnée à l'hôpital, Benson et Stabler tentent de l'approcher pour prendre sa déposition mais, agressive, elle gifle l'inspectrice et réclame uniquement son sauveur dont elle considère qu'il lui a sauvé la vie. Or, ce dernier est reparti dans sa brigade et, déterminé à retrouver le violeur, leur capitaine Cragen appelle son supérieur pour qu'il vienne les épauler pour interroger la victime. Peu sensible à son attachement envers lui, Kendall leur dévoile qu'elle lui a expliqué qu'un Noir lui a proposé de l'aider à porter ses courses jusque chez elle et qu'il l'a poussée dans son appartement pour la ligoter, la violer et, enfin, la lacérer avec un couteau. Afin d'obtenir une description plus précise, pas du tout compétent pour poser des questions à des femmes qui ont subi des abus sexuels, Kendall accepte de les seconder pour questionner Rena qui leur raconte comment elle s'est enlevée les liens de ses poignets pour s'enfuir avant de se rétracter car elle est terrifiée par l'individu. Froid et brusque, Kendall la pousse pour qu'elle collabore avec eux afin de le coincer en lui objectant qu'elle ne doit pas penser qu'à elle pour l'empêcher de récidiver. Une fois de plus, elle congédie Benson et Stabler pour se confier à lui et lui révèle plusieurs détails sur le physique de son agresseur. Agacés par le comportement impassible et provoquant de Kendall, le duo est contraint par Cragen de faire équipe avec lui pour l'arrêter parce que Rena ne fait confiance qu'à lui. En se rendant ensemble à épicerie qu'elle fréquente, la propriétaire les dirige vers un voisin autiste en face de son établissement qui s'avère être peu sociable au point d'installer des caméras de surveillance à chacune de ses fenêtres. Un coup de chance car il a filmé un homme de couleur noire le jour du viol en train de lire un journal devant le magasin. Classe et bien habillé, il correspond au portrait physique donné par Rena et celle-ci le reconnaît parmi d'autres photos. Il s'appelle Mark Foster et, après avoir perdu son métier de trader, il travaille désormais dans un abattoir. Surtout, il a été condamné pour violence conjugale envers son ex-femme et, libéré, il doit respecter une mesure d'éloignement pour ne plus s'approcher d'elle. Au moment où Benson et Stabler le pourchassent sur son lieu de travail car il a pris la fuite en les voyant, Foster est violemment intercepté par Kendall qui le renverse avec sa voiture. Choqués par ses méthodes expéditives, les deux enquêteurs lui font part de leur mécontentement car il a failli le tuer tandis qu'il se permet de leur garantir qu'ils font probablement fausse route car Rena était beaucoup trop effrayée pour le regarder dans les yeux. En d'autres mots, elle a pu se tromper en le désignant comme son violeur ce qui énerve Benson et Stabler qui sont offusqués par sa présence et ses doutes. En outre, pendant son interrogatoire, Foster les accuse de racisme et leur insinue que, malgré son interdiction, la journée de l'agression de Rena, il s'est rendu dans le quartier où vivent son ancienne épouse et leur enfant car il l'accuse de mauvaise éducation en raison de sa dépendance au crack. Soudainement, leur entretien est avorté par l'arrivée de la remplaçante du substitut du procureur Alexandra Cabot, Sonya Paxton, qui remémorent aux détectives qu'ils n'ont pas le droit de lui parler sans la présence de son avocat. 

### Épisode 2:Un bagage de trop
- États-Unis : 30 septembre 2009 sur NBC
- France : 13 septembre 2010 sur TF1

- États-Unis : 7,90 millions de téléspectateurs[4] (première diffusion)

- Matt Burns : Owen Cassidy
- Julie Craig : Emily Keefe
- Melissa Farman : Chantel Shepard
- Leann Hunley : Joyce Shepard
- Eric McCormack : Vance Shepard
- Eloise Mumford : Vanessa
- Gavin Gregory : Tansit Uni
- Keith Nobbs : Ed
- Abigail Savage : Cat
- Raushannah Simmons : Lysette Dale
- Cherene Snow : Tanya Keefe
- John Wodja : Don Keefe
- Ryan Woodle : Rusty
- Albert M. Chan : le Banquier
- Tim Miller (III) : Court Clerk
- Saila Rao : Media Tech Anu Nayyar

Lors d'une chasse au trésor organisée dans un tunnel ferroviaire, deux joueurs rivaux tombent sur une valise qu'ils pensent être leur récompense mais, en l'ouvrant, ils découvrent le cadavre d'une femme nue recroquevillée. Alertés, Benson et Stabler se rendent sur place et constatent qu'elle porte un énorme hématome sur son cou, signe qu'elle a été étranglée. En interrogeant les compétiteurs, ces derniers leur assurent qu'ils sont blancs comme neige et qu'ils n'ont pas déposé le bagage. Pour leur certifier qu'ils n'ont rien à voir avec ce meurtre, ils les guident vers l'élaborateur de leur jeu de piste via une vidéo qu'il poste sur Internet tout en cachant son visage. Par chance, en localisant son adresse IP par sa Wi-Fi, Benson et Stabler parviennent à retrouver le magasin dans lequel il travaille et, en prononçant son pseudonyme en utilisant un interphone, réussissent à lui mettre un visage sur son identité jusqu'ici secrète. Jeune femme geek, elle leur dévoile le contenu de sa caméra qu'elle a utilisée pour se filmer sur les rails et le duo d'enquêteurs remarquent qu'un train à toute vitesse a perturbé sa présentation. Or, ils voient qu'un voyageur en profite pour jeter la malle contenant l'inconnue décédée par la fenêtre. Finalement, grâce au numéro du véhicule à destination de la Floride, l'Unité spéciale identifie la défunte. Elle s'appelait Emily Keefe et, comme son père est beaucoup trop ému pour parler d'elle, sa belle-mère confie aux détectives qu'elle sortait dernièrement avec un chômeur qui a perdu son emploi à Wall Street. Aussi, elle leur évoque son chien, Tank, qui ne la quittait jamais. Depuis, plein aux as, son copain vivait avec elle sur son bateau et qu'ils voyageaient beaucoup. Cependant, après l'avoir arrêté car il a tenté de s'échapper dès l'arrivée de Benson et Fin au port, celui-ci est dans le pétrin car la police a mis la main sur des kilos de cocaïne sur sa barque. Encourant une lourde peine de prison pour trafic, d'autant plus qu'Emily s'apprêtait à rejoindre la Floride où il possède une cale soit la preuve qu'il a très bien pu la tuer, Owen Cassidy avoue à Benson et Stabler qu'elle l'a plaqué récemment pour s'installer dans son propre appartement et qu'elle côtoyait un autre homme. En débarquant chez elle, le duo de flics constatent que son animal de compagnie est seul depuis des jours et que sa résidence est jalonnée d'objets de luxe, dont notamment de la lingerie au prix exorbitant. Surtout, ils lèvent le voile sur un site de rencontres sur lequel elle était inscrite pour sortir avec des hommes plus mûrs qu'elle qui, afin de passer du temps avec Emily, payaient sa compagnie. Cependant, en voulant inspecter tous ses mails et tous ses anciens contacts, le directeur de la boîte très lucrative, Vance, refuse de tout leur montrer pour protéger la vie privée de ses employées et leur réclame un mandat. Au lieu de l'attendre de la part de leur nouveau substitut Sonya Paxton, Stabler prend la décision de se faire passer pour un riche gentleman qui loue les services d'une collègue d'Emily, Pamela, qui faisait parfois des plans à trois avec certains clients. Dragué par la jeune femme autour d'un verre, tout en étant convaincant et crédible, Stabler arrive à lui soutirer des informations sur Emily et sur une soirée torride qu'elles ont passé ensemble avec... Shepard qui, selon elle, était amouraché de sa copine comme l'atteste des photos qu'elle a prises d'eux. Questionné sur son rapport avec la morte, sans avocat, il leur confesse qu'il lui a bien donné de l'argent pour qu'elle l'accompagne physiquement quelques soirs, qu'ils ont bien couché tous les deux et qu'il est tombé fou amoureux d'elle et vice-versa. Troublé par leur différence d'âge, certain qu'elle le fréquentait pour sa fortune, il a mis un terme à sa relation le jour de son meurtre. Pour vérifier qu'il est bien innocent comme il leur prétend coûte que coûte, Benson et Stabler vérifient son emploi du temps de cette journée en question et tous ceux qui l'ont vu soutient qu'elle était minutée au matin au soir. 

### Épisode 3:Le Poids de la solitude
- États-Unis : 7 octobre 2009 sur NBC
- France : 20 septembre 2010 sur TF1

- États-Unis : 8,29 millions de téléspectateurs[5] (première diffusion)

- Samia Akudo : Veronique St-John
- Erika Bradshaw : la greffière
- Bobby Campo : Parker Hubbard
- Glenn Fleshler (en) : officier des corrections Kravitz
- Jo Newman : Tracie
- John F. O'Donohue : Stevedore
- Bernadette Quigley : Betty Jean
- Jabari Gray : Keegan Timmons
- Stephen Rea : Callum Donovan
- Elizabeth Sheperd : Mrs. Donovan
- Jessica Walter : avocate de la défense Petra Gilmartin
- Deborah Ann Woll : Lily Milton

En rentrant du travail, censé passer une nuit torride avec sa petite amie, un jeune homme, Parker, découvre leur chambre à coucher entièrement saccagée ainsi que leur miroir brisé et taché de sang. Aussitôt sur place car il est persuadé qu'il s'agit d'un kidnapping, Benson et Stabler notent qu'elle s'est défendue contre son agresseur et que ce dernier s'est enfui par l'issue de secours avec la disparue, Lily. Rapidement, Parker les met sur la piste sur leur voisin, un certain Callum Donovan, qu'il leur présente comme un voyeur et un obsédé de sa conjointe. Selon lui, elle lui a déjà raconté qu'elle l'avait déjà vu à sa fenêtre en train de les observer en train de faire l'amour. Lorsqu'ils toquent à sa porte pour le questionner, Stabler est troublé par Donovan qui lui rappelle qu'il l'a déjà arrêté 20 ans auparavant et qu'il a été en prison à cause de lui. Au poste de police, avant de l'interroger, l'inspecteur explique à ses collègues qu'il l'a intercepté, en 1989, lors d'un braquage de police quand il était un simple patrouilleur. Ensuite promu, il a donc été transféré à l'Unité spéciale tandis que Donovan a été condamné à une lourde peine. Certain qu'il est désormais un prédateur sexuel, dans la salle d'interrogatoire, Stabler tente de le faire craquer, en vain. Stoïque et froid, fraîchement sorti de l'enfer carcéral, Donovan lui réplique que le couple le déteste car Lily ne supporte pas qu'il fume car la fumée pénètre dans leur appartement. Dès lors, il a fait l'effort de se faire plaisir en montant les escaliers de l'extérieur menant vers le toit, soit un malentendu de la kidnappée qui pensait qu'il l'espionnait. Accusé par Parker de l'avoir menacée avec un couteau, Donovan se défend en affirmant à Stabler qu'elle interprète tout n'importe comment car il ne sépare jamais de sa lame blanche qu'il garde toujours sur lui en cas d'agression. Déterminé à le faire avouer, Stabler ne parvient pas à le manipuler et leur entretien est interrompu par l'arrivée de l'avocate et son agent de probation. Comme s'il n'a aucune preuve concrète contre lui, le substitut du procureur Paxton oblige l'Unité spéciale à le relâcher et, au moment où il s'apprête à quitter le commissariat, Donovan est violemment pris à part par Parker qui le blâme pour l'enlèvement de sa chérie. Convaincu qu'il n'est pas irréprochable, Stabler continue à enquêter sur lui, notamment sur son emploi du temps. Or, ouvrier sur des docks, son supérieur leur révèle qu'il était bien au travail toute la journée et qu'ils ont allé boire un verre ensemble dans un bar au même instant où Lily a été assaillie. De plus, l'une des serveuses confie à Benson et Stabler qu'ils ont passé la nuit ensemble car elle le connaît depuis des années et, ivre, et qu'il est parti de chez elle parce qu'il n'arrivait pas à avoir une érection au point de devenir nerveux. Ce qui ne l'empêche pas de leur assurer qu'il est innocent et qu'il est incapable de faire du mal à une femme. Malgré ces témoignages qui louent Donovan comme un ancien taulard sérieux et rangé, Stabler refuse de croire qu'il est propre sur lui. Leur enquête prend une tournure quand Lily est retrouvée inconsciente dans l'Hudson et, frigorifiée, elle est toute de suite hospitalisée. Finalement, amnésique en raison de ce qu'elle a subi, elle leur souffle qu'elle se souvient brièvement que Donovan était chez elle, qu'il l'a sortie de force de sa douche pour l'assommer et la ravir. Quelques jours plus tard, après l'avoir retenue prisonnière quelque part, il l'a jetée dans la rivière pour la tuer. En revanche, il est impossible de savoir si elle a été violée car l'eau a effacé toute trace d'abus sexuel. Sur le chantier où il exerce, où il a pu la cacher avant de se débarrasser dans d'elle dans l'Hudson, Stabler essaye de faire parler ses collègues de travail en montrant une photo de Lily mais personne ne l'a vue ici. Quant à la police scientifique, elle ne décèle aucune empreinte de celle-ci dans l'entrepôt. Averti par un commentaire sur un compte Twitter activé par son copain pour mobiliser la foule à la rechercher, Stabler se rend dans une boutique où une personne l'a aperçue près de son magasin où elle est également rentrée pour envoyer un mail sur un ordinateur à sa position. Surtout, elle affirme à l'enquêteur que, ensuite, elle était en compagnie d'un inconnu qui n'était pas Donovan. En inspectant son message, Stabler et Benson visitent Lily à son chevet car ils ont maintenant compris qu'elle a monté son rapt de toutes pièces car elle n'est qu'une droguée qui cachait à Parker son addiction aux substances illicites. Après une journée pénible avec des enfants malvoyants à qui elle donnait des cours, son manque l'a poussée à tout casser dans son logement et, humiliée et apeurée que Parker lève le voile sur son visage de junkie, elle a pris la fuite pour contacter son dealer avec une adresse mail secrète donc, mais il ne lui a jamais répondu. Déboussolée par Parker qui a écrit sur Twitter qu'elle a sans doute été tuée, elle a décidé de faire croire que leur voisin l'a violentée en se jetant dans l'Hudson au risque d'y laisser la vie. Tout compte fait, Lily est inculpée pour fausse accusation et obstruction à la justice. 

### Épisode 4:Meurtre en état d'ivresse
- États-Unis : 14 octobre 2009 sur NBC
- France : 20 septembre 2010 sur TF1

- États-Unis : 8,77 millions de téléspectateurs[6] (première diffusion)

- Chris Bauer : Bill Tattenger
- Dylan Diehl : Glenna Fletcher
- Linda Emond : docteur Emily Sopher
- Amir Arison : Docteur Manning
- Tod Engle : le barman
- Tibor Feldman : Dr. Kittle
- Scott Foley : Dalton Rindell
- Tia Dionne Hodge : Linda Peters
- Vanessa Kai : une journaliste
- Chris McKinney : Michael Hale
- Joe Melendes : un journaliste
- Elyse Mirto : Celina Rindell
- David Shih : l'infirmier
- Joy Suprano : Rita
- Derrick "Phoenix" Thomas : Officier Cintron
- Georgia Lyman : Officier Whitney Bowman
- Teresa Woods : une journaliste
- Ned Eisenberg : Roger Kressler

Un matin, un trentenaire, Dalton Rindell, se réveille sur le sol de sa salle de bain. Déboussolé, il remarque que son miroir est brisé et que les murs de son appartement sont recouverts de sang jusqu'à ce qu'il tombe sur le cadavre d'une jeune femme, Audrey Hale, au pied de son lit. Dégouté, il vomit et appelle aussitôt l'Unité spéciale. Sur place, alors qu'un infirmier soigne l'entaille en haut de son front, Benson, Stabler et le médecin-légiste Warner remarquent que la victime a tenté de se protéger contre les coups brutaux de son agresseur qui l'a matraquée avec un objet contondant. De plus, en raison du sperme en elle, ce dernier a couché avec elle avant de la tabasser à mort. En observant l'heure de sa montre détruite à son poignet, Warner est donc capable de donner aux enquêteurs l'heure précise de son décès. Dès lors, Benson et Stabler comprennent que Rindell a attendu toute la nuit pour alerter les secours. Pourtant, perdu et prétextant un terrible mal de tête, celui-ci leur réitère qu'il ne se souvient de rien et qu'il n'a jamais vue la défunte de sa vie. Face à son amnésie soudaine, Benson et Stabler constatent qu'il n'y a aucun signe d'effraction chez lui et théorisent deux versions du meurtre de Audrey Hale. Soit il l'a massacrée et feint d'être amnésique ou bien il veut couvrir quelqu'un qui a passé la soirée avec eux. Coopératif, désireux de savoir ce qui s'est passé à son domicile, Rindell offre son ADN et ses empreintes aux enquêteurs qui l'emmènent à l'hôpital où un médecin, qui lui extrait un morceau de verre au sommet de son visage, leur apprend qu'il est entièrement déshydraté. Or, sûr de lui, Rindell affirme aux flics qu'il est irréprochable car il ne se drogue pas et qu'il ne consomme pas d'alcool. Selon lui, s'il est autant désorienté, quelqu'un a dû sûrement le droguer pour le manipuler et le piéger en tuant une innocente dans sa chambre à coucher. De leur côté, avec la police scientifique, Fin et Munch mettent la main sur un marteau entièrement propre, probablement l'arme du crime, dans sa douche. Agacés par son blackout qui les empêche d'avancer dans leur enquête, Benson et Stabler s'intéressent donc à sa vie professionnelle et intime. Conséquemment, Rindell leur annonce qu'il est promoteur immobilier avec son ami Bill et qu'il a organisé la veille une fête avec lui pour inviter tous leurs futurs acheteurs pour leur déclarer que les travaux de leur immeuble de luxe en construction sont en retard car ils n'ont pas suffisamment de fonds pour les finir. En d'autres mots, le duo cherche à leur soutirer encore plus d'argent pour les concrétiser, ce qui énerve profondément tous ses investisseurs qui ont le sentiment d'avoir été arnaqués par ces compères peu experts dans leur domaine. À deux doigts d'être en faillite avec Rindell, Bill refuse tout de même de dévoiler le nom de ses clients à Cragen qui, en plus de l'accuser ouvertement d'escroquerie, désirait lister de probables coupables qui voulaient se venger de Rindell pour son incompétence. Après avoir ôté les affaires de Hale et sa carte d'identité regroupés dans un sac de sport sur son toit, Fin et Munch essayent de le faire craquer car il s'avère que son coup d'un soir était docteur dans une clinique d'avortement. Stoïque et paradoxalement angoissé par sa situation, Rindell les informe qu'il n'appartient pas au mouvement pro-vie et qu'il n'a aucune raison de tuer ce médecin. D'après ses dires, une personne est parvenue à lui tendre un traquenard en le faisant passer pour un tueur. Interrogé par Benson et Stabler, l'ex-mari d'Audrey leur détaille son divorce avec elle en leur arguant qu'il ne supportait plus son quotidien à ses côtés car elle se faisait harceler par des manifestants qui défendent ardemment le droit à la vie. Effrayé pour leur fille, il s'est donc séparé d'elle et leur débitent les innombrables menaces qu'ils ont reçu à cause de son travail, notamment des lettres stockées par l'ancien supérieur d'Audrey qui les remet aux inspecteurs de l'Unité spéciale. Une piste qui les mène à rien car, avant qu'elle ne perde la vie, elle a dîné avec une amie qui leur décrit un homme qui a dragué ouvertement Audrey dans un bar dans lequel elles ont passé du bon temps pour qu'elle se remette de la séparation avec son conjoint. Sans surprise, elle leur livre l'identité du dragueur : Dalton Rindell. Toujours sans mémoire, il suit Benson et Stabler dans ce pub en question où le serveur se rappelle très bien de lui et de sa consommation d'alcool très prononcée. Furieux, Rindell s'emporte violemment contre lui en lui demandant d'arrêter de mentir avant d'être maîtrisé par Benson et Stabler. Refusant de croire qu'il souffre d'une gueule de bois, Rindell leur supplie de lui faire confiance sur sa sobriété comme le démontre un pin's des Alcooliques Anonymes qu'il porte sur lui. Après sa querelle avec le barman qui le décrit comme un fêtard imbibé d'alcool, Rindell prétend à Stabler qu'il a encore besoin de vomir pour s'isoler dans les toilettes du bistrot. Alors que Stabler reçoit un appel qui lui certifie que l'ADN de Rindell a été décelé dans le sang qui a souillé son logement, il en profite pour s'enfuir et s'évanouir dans la nature. Désormais persuadés qu'il les manipule, Benson et Stabler sont réprimandés par Cragen et le substitut du procureur Paxton qui leur reprochent à la fois de l'avoir emmené en balade pour retracer sa trajectoire avant qu'il ne martyrise Audrey et d'avoir facilité sa fuite. Pendant ce temps, grâce aux jets de fluides sanguins, les scientifiques montent une vidéo de reconstitution  numérique qui prouve qu'il s'est déchainé sur elle en la démolissant physiquement avec un outil de bricolage sans véritable mobile. Sauf pour Paxton qui déduit qu'il l'a violée et abattue pour la faire taire. Néanmoins, même si Cragen lui rappelle que le sexe était consensuel entre eux et qu'il n'y aucune preuve de viol, Paxton est certaine qu'elle tient une affaire simple entre ses mains et qu'elle peut la gagner facilement. 

### Épisode 5:Inexcusable
- États-Unis : 21 octobre 2009 sur NBC
- France : 27 septembre 2010 sur TF1

- États-Unis : 9,15 millions de téléspectateurs[7] (première diffusion)

- Anthony Amorim : Patrick Sachowski
- Happy Anderson : Frank
- Matt Bogart : Père
- Erika Bradshaw : la greffière
- Garret Dillahunt : Kevin O'Donnell
- Vincent Gerrard : Marty
- Mitchell Jarvis : Tony Accardo
- Jayne Patterson : Mary Sachowski
- Rosie Perez : Eva Santiago
- Cruz Santiago : Cory Santiago
- Leslie Shenkel : le vieillard
- Gurdeep Singh : le propriétaire du Bodega
- Hayley Treider : Liz
- Jim True-Frost : Thomas Banks

Devant une école primaire, alors que les écoliers sortent pour rentrer chez eux, une altercation explose entre deux mères de familles sous les yeux de leurs fils respectifs profondément choqués et humiliés par leur attitude. Effectivement, l'une, Eva Santiago, reproche à l'autre, Mary Sachowski, d'avoir ruiné la réputation de son petit garçon, Cory, en l'accusant d'avoir abusé sexuellement son minot à elle, Patrick, ce qui l'a poussé à la provoquer en public. Aussitôt contactée par l'établissement scolaire, l'Unité spéciale débarque sur place et s'interpose entre elles pour les emmener au poste de police avec leurs enfants dans l'intention de les interroger séparément. D'une part, écoutée par Benson, madame Sachowski lui narre que Cory est venu dormir chez eux un soir et qu'elle l'a surpris avec Patrick totalement nus en plein corps-à-corps charnel. Surtout, elle lui détaille que Cory se tenait derrière lui comme s'il s'apprêtait à le sodomiser. Pourtant, gêné par son interprétation de leur jeu viril, Patrick réplique à Benson qu'ils faisaient simplement de la lutte pour s'amuser. De son côté, veillé par sa maman, Cory confirme sa version, souffle à Stabler que l'idée de se dénuder était la sienne et qu'il l'a déjà fait plusieurs fois dans un camp de vacances où il se battait sans vêtements avec d'autres mômes de son âge. Dubitatif, assuré qu'il ne l'a pas violé, le capitaine Cragen est conseillé par le docteur Huang qui lui théorise que Cory se comporte comme une victime d'un viol, animée par un besoin de reproduire ce qu'il a subi pour mieux donner un sens à son agression et faire face à ses démons. Dès lors, pour analyser son traumatisme, Huang sollicite Cragen pour isoler Eva car elle est beaucoup trop protectrice et maternelle avec lui, ce qui l'empêche de s'épancher librement. Alors que Cragen et Stabler la retiennent en lui demandant d'écrire des excuses pour Sachowski ainsi qu'une déposition au cas où elle voudrait quand même porter plainte contre elle, Cory est déposé à l'hôpital pour que Huang ausculte son corps recouvert d'un bleu et, mis à l'aise, le gamin lui communique qu'il l'a eu pendant un entrainement de combat où son enseignant, le coach Simons, l'a ensuite massé pour que sa blessure lui fasse moins mal. D'après lui, ce dernier serait très proche de ses élèves au point de les inviter à manger avec lui ou même dans sa résidence pour leur offrir des massages dans sa chambre à coucher. Alerté par cette proximité physique anormale pour un prof avec ses collégiens prépubères, Stabler l'interpelle sur son lieu de travail et, au poste de police, Simons nie l'avoir touché à des endroits sensibles mais il s'avère qu'il a changé de nom depuis qu'il est sorti de prison où il a purgé une peine pour viol sur mineur à Baltimore dix ans auparavant. Malgré ses protestations d'innocence, l'examen médical de Cory témoigne qu'il a des lésions anales et une infection à Chlamydia, signe que son bourreau lui a refilé une maladie sexuellement transmissible. En résumé, il a éprouvé plusieurs viols à répétition et, dégoûté par les pédophiles, Stabler malmène physiquement Simons pour qu'il passe à table jusqu'à tenter de l'étrangler avant d'être calmé par sa partenaire Benson. Chez les Santiago, certain qu'ils ont appréhendé le véritable coupable et soulagé de pouvoir leur faire part de cette nouvelle, le duo de flics fait connaissance avec le mari d'Eva, Thomas Banks, qui refuse de croire comme elle que Cory puisse être la proie d'un prédateur sexuel qui l'a molesté sans fin. Au moment où Banks pose sa main sur le bras de Cory, présent dans la même pièce qu'eux, pour le faire parler, Stabler note qu'il est apeuré par ce contact corporel à un tel niveau qu'il s'enfuit sur son lit. Inquiet pour lui, le détective parvient à le tranquilliser et Cory lui jure que son entraineur n'est pas celui qui l'a martyrisé durant de longues semaines. Malheureusement, dans le déni complet, ses parents s'interposent entre lui et Stabler qui voit que Cory lui désigne son beau-père du regard pour qu'il comprenne qu'il est son  assaillant. Stressé à l'idée qu'il récidive contrairement à l'éducateur qui contrôle désormais ses pulsions interdites, Stabler promet à Cory qu'il restera en bas de leur immeuble pour le chaperonner en cas de souci tandis que Banks lui exige de les laisser en paix. Le lendemain, après une nuit calme, garé en face de leur appartement, Stabler est rejoint par Benson qui lui partage ses recherches sur Eva et son garçonnet. Avant d'habiter avec Banks, ils ont vécu dans une foyer pour femme battues où Eva a rencontré celui-ci qui était volontaire à la cuisine. Sous son charme, enfin aimée par un homme bon pour elle, elle s'est mariée avec lui et il est devenu le tuteur de Cory. En fait, Stabler et Benson déduisent qu'il a profité d'une femme vulnérable et d'un bambin en manque de figure paternelle pour s'immiscer dans leur intimité dans l'unique but d'assouvir facilement ses fantasmes pédophiles. En outre, ils formalisent qu'Eva renie les souffrances endurées par sa seule progéniture car elle est terrifiée de perdre son logement de luxe et, au cas où si Banks est jeté en prison, de retourner dans la rue ou un refuge avec Cory. En face de son établissement scolaire, en colère contre l'Unité spéciale qu'elle accuse de les tourmenter, Eva ouvre les yeux sur son conjoint quand Benson lui pose des questions privées sur sa vie sexuelle avec Banks. Tout compte fait, certaine qu'il est irréprochable, Eva se rend compte qu'il n'a plus envie de lui faire l'amour et qu'il lui a conseillé de consulter un docteur pour son insomnie qu'elle a développée lors de son séjour dans l'abri pour des adultes meurtries par des violences conjugales. Effrayée qu'il puise s'en prendre à Cory pendant son sommeil lourd provoqué par des somnifères puissants, accompagnée par Benson, Eva pénètre illico dans la cour de récréation de Cory qu'elle réconforte en lui disant qu'elle a enfin levé le voile sur le calvaire qu'il vit quotidiennement. En larmes, enfin allégé d'un secret inavouable, Cory dénonce son nouveau papa et révèle aux enquêteurs qu'il a pris des photographies et des vidéos pédopornographiques de lui pour posséder des souvenirs de ses attentats à la pudeur. Finalement, Stabler l'arrête à son travail, l'humilie auprès de ses collègues en leur attestant qu'il finira son existence derrière les barreaux pour les viols de son beau-fils et récupère son ordinateur portable regorgeant de preuves accablantes contre lui. Au courant de son arrestation, Eva revigore Cory en lui certifiant qu'ils vont devoir non seulement repartir à zéro mais aussi de quitter leur toit car elle n'a pas d'emploi et parce qu'il est au nom de Banks. Brièvement, bouleversée par leur parcours chaotique et leur intense complicité, Benson les soutient en exprimant à Eva que l'Unité spéciale l'épaulera pour qu'elle reste dans ce domicile tout en accédant au compte bancaire de son concubin, une façon pour Eva de lui démontrer qu'elle et Cory font bloc contre lui et se tiennent debout face à son ignominie. 

### Épisode 6:À l'écoute
- États-Unis : 28 octobre 2009 sur NBC
- France : 15 novembre 2010 sur TF1

- États-Unis : 8,24 millions de téléspectateurs[8] (première diffusion)

- Alexander Chulo Cuesta : Eduardo
- Christofer de Oni : le vieillard
- Juan Carlos Hernández : Michael Garcia
- Muriel Hurtado Herrera : Ramona Rodriguez
- Hector Lincoln : Carlos Martinez
- Paola Mendoza : Terri Banes
- Wade Mylius : Murray
- Chris Santangelo : Pete
- Hal Sherman : lieutenant PAPD Webber
- Jose Yenque : Manuel Rojas
- Jabari Gray : Keegan Timmons

En pleine nuit, deux cambrioleurs ouvrent de force le coffre d'un camion cadenassé dans lequel ils découvrent un couple mort, le cadavre de l'inconnu couché sur celui de la femme. Alertés par leur appel anonyme, Benson, Stabler et le médecin-légiste font face à cette scène de crime particulièrement barbare car ils ont été égorgés et les seins de la défunte, après avoir été violée, ont été mutilés. D'origine hispaniques, proches de la vingtaine, ils semblent avoir été surpris en plein acte sexuel avant que leur meurtrier ne les massacre froidement avec une arme blanche. De plus, en voyant leur position et les sous-vêtements de la morte exposés sur des fils accrochés, l'Unité spéciale se rend compte qu'il s'agit d'une mise en scène macabre et probablement l’œuvre d'un professionnel. Lors de leur autopsie, Warner apprend à Benson et Stabler que leur tueur a également prélevé, après l'avoir tuée, les implants de la jeune fille . Malheureusement, leurs empreintes ne permettent pas de les identifier mais le tatouage sur le bras de l'homme, une Santa Muerte, les autorise à théoriser qu'il travaillait pour un cartel mexicain tandis que des fibres de polyester, provenant de peluches, se sont mélangés avec leur sang dans le camion. En le retraçant, Benson et Stabler parviennent à interroger le gérant de la société de location qui leur révèle le nom de leur mort : Carlos Martinez. Âgé de 18 ans, venant du Texas, il lui a offert une voiture de luxe pour louer la camionnette et, en fouillant dans le cadeau de Martinez, ils détectent le dernier endroit où il était avant de mourir. Soit une petite maison d'un quartier pauvre où un enfant leur garantit que le couple y habitait peu et, derrière la résidence, le duo d'enquêteurs mettent la main sur des sachets de drogues brûlés ainsi que le permis de conduire de la femme sauvagement assassinée, Ramona Rodriguez. Un jeu de piste dont l'adresse les mène vers sa colocataire, Terri, qui est choquée d'apprendre son décès. En outre, elle leur dévoile qu'elle lui a payé le loyer en avance car elle est au chômage et qu'elle l'a connaissait peut car Ramona voyageait beaucoup. Dès lors, en trouvant plusieurs billets d'avion vers le Mexique et un ourson en peluche dans la chambre à coucher de Ramona, les deux flics déduisent qu'elle était une mule et qu'elle transportait de la drogue dans des doudous, dont les fibres ont été détectés dans le camion, et dans ses seins. Soudainement, ils font face à un autre homme qui pénètre chez Ramona et Terri. Une ancienne connaissance de Benson : l'agent du FBI Dean Porter.

### Épisode 7:Thérapie par le pire
- États-Unis : 4 novembre 2009 sur NBC
- France : 27 septembre 2010 sur TF1

- États-Unis : 7,94 millions de téléspectateurs[9] (première diffusion)

- Joseph Adams : Ramsey Vickers
- Roberto Cabrera : Dr. Alberto
- Gerard Catus : : adjoint du maire Fordyce
- James Colby : Greg Dunne
- Maddie Corman : Terri Dunne
- Diane Cossa : Dr. Merrins
- Justine Ezarik : A.J. Dunne
- James Frain : Martin Gold
- K.C. Hugues : Tina
- Ryan Kelley : Enzo Cook
- Victor La Mantia :  Richard "Scratchy" Biggs
- Emily Morten : Jenna
- Amanda Yarosh : Heather

### Épisode 8:Mauvaises fréquentations
- États-Unis : 11 novembre 2009 sur NBC
- France : 4 octobre 2010 sur TF1

- États-Unis : 8,77 millions de téléspectateurs[10] (première diffusion)

- Réal Andrews : le recruteur de l'armée
- Ann Arvia : la femme
- Eric Martin Brown : chef Liam Black
- Rob Campbell (en) : Harold Moore
- Jeffrey Scaperrotta : Dickie Stabler
- Chris Chalk : Neal Douglas
- Adam Crawford : Danny Proctor
- Shana Dowdeswell : Nikki Sherman
- Robert Gorre : Sam Baylor
- Cindy Katz : Mrs. Newsome
- Caitlin Kinnunen : Amy Wagner
- Raymond McLeod : sergent
- Joshua Page : Shane Newsome
- Mattilyn Rochester : Carrie Jones
- John Sierros : Michael Sherman
- Joseph Siravo : l'avocat de la défense
- Sheila Tapia : détective Nita Gomez

Alors qu'elle représente une jeune fille, Nikki, victime d'un viol perpétré par un adolescent, Sam Baylor, lors d'une soirée étudiante, le substitut du procureur Cabot est accusée par la défense de leur avoir caché des preuves dont une rétractation de la victime. Dès lors, la juge Petrovsky ajourne le procès le temps qu'un enquêteur commis par la Cour, Liam Black, lance des investigations sur elle pour savoir si elle a corrompu l'affaire en question en les étouffant pour accabler l'accusé. Pourtant, en interrogeant l'Unité spéciale, Cabot se rend compte que les enquêteurs ont fourni toutes les auditions à l'avocat de Baylor qui persiste en assurant qu'ils ne l'ont pas fait. En revanche, Stabler révèle à son équipe et Cabot que son fils de 16 ans, Dickie, et son meilleur ami Shane lui ont raconté que des photos torrides de Nikki prises à la party circulent sur Internet. L'une d'entre elles la montre en train d'allumer Sam en se déshabillant, ce qui pourrait renforcer la version de ce dernier qui clame qu'elle voulait absolument coucher avec lui. Or, celle-ci a garantit aux inspecteurs qu'elle n'était pas consentante et qu'il l'a bien violée dans des toilettes. Abasourdie d'apprendre l'existence de cette photographie tardivement, Cabot reproche à Stabler d'avoir piraté son affaire en l'évoquant à la dernière minute d'autant plus que le détective est chamboulé par la disparition de son adolescent et de son ami. En effet, au travail, il a été alerté par son épouse Kathy qu'il ne répondait plus à ses appels car le lycée l'a informée qu'il n'était pas en cours. Persuadé qu'il s'offre une virée avec Shane, il tente de rassurer sa femme qui lui rappelle qu'ils n'aimaient pas qu'il fréquente son copain, qui s'avère être un ancien toxicomane devenu clean selon sa mère qui, interrogée par Stabler, est certaine qu'il n'a pas fait de rechute dans la drogue. Quand il lui suggère qu'il lui ment probablement et qu'il a succombé à ses anciens démons, et qu'il tente d'influencer son enfant, elle le chasse de chez elle tout en lui insinuant qu'il connait très peu Dickie. Afin de retrouver rapidement leurs traces, Stabler contacte l'opérateur de son portable pour les localiser hâtivement en ville tandis qu'il doit également gérer le cas de Nikki dont la fiabilité est mise à mal par les clichés sexy d'elle en train de chauffer l'homme qu'elle accuse d'agression sexuelle. Même si son sperme a été décelé en elle, elle n'a jamais modifié son témoignage et réitère aux policiers qu'il a bien abusé d'elle. Lorsque Stabler révèle donc à ses coéquipiers qu'il a eu connaissance de la publication de ces images alourdissantes, son capitaine Cragen et Cabot le blâment car, d'après eux, il est en train de saborder l'enquête du viol car il jongle entre sa vie personnelle, soit la recherche de son garçon, et l'agression sexuelle de Nikki qui perd en crédibilité à cause de ces documents brûlants. Tout compte fait, Cragen lui apprend que la voiture de Shane a été enregistrée dans une fourrière, qu'elle a été remorquée dans le quartier de Harlem, et Stabler est alarmé par Kathy que Dickie a essayé de retirer de l'argent sur son compte bancaire avec sa carte de crédit de secours. Avant de disparaître avec Shane en faisant l'école buissonnière, son établissement scolaire a également contacté sa mère pour lui annoncer qu'il s'est battu violemment avec l'un de ses camarades, Danny, puis il a été collé sur le vif et qu'il a ensuite fui à son tour. Depuis, plus de nouvelles. D'abord convaincu qu'ils jouent ensemble aux rebelles, Stabler s'aperçoit qu'il connait très mal Dickie qu'il soupçonne d'être entraîné par Shane dans ses délits. En approchant Danny, Benson et Stabler sont mis au courant que Shane a lui vendu une caméra cachée en échange d'une somme modique pour qu'ils puissent s'enrôler dans l'armée avec Dickie. Conséquemment, malgré le fait qu'ils soient mineurs, le recruteur leur déclare qu'ils désiraient bien la rejoindre même sans l'accord de leurs parents. Paniqué que Dickie soit recruté de son plein gré, Stabler est guidé vers une nouvelle piste quand Munch parvient à obtenir les vidéos de la caméra de surveillance du guichet où son fils a voulu dilapidé son épargne. En fait, il s'avère que c'est Shane et un autre homme dont le visage est caché. Quant à Dickie, il n'est pas à ses côtés et son téléphone a borné tout près de la banque. De son côté, aussi effrayée par l'absence de son unique enfant, la mère de Shane répète à Benson et Fin que Shane n'est plus un junkie ni un criminel et qu'il suit un psychiatre pour éviter de replonger. Surtout, elle s'oppose à eux qui lui sous-entendent qu'il a sans douté volé la carte bancaire de son meilleur ami. D'après ses dires, ils sont tous les deux très proches et Shane n'est pas capable de le manipuler pour le voler. Son unique indice le concernant se trouve sur son relevé téléphonique, soit un numéro inconnu qui l'a appelé plusieurs fois dont elle ignore l'identité de son interlocuteur. De fait, il appartient à un foyer de sans-abris dans lequel il aime passer du temps avec sa marraine. Décrit comme chaleureux et compatissant, Shane s'est lié avec un SDF ravagé par les substances et l'alcool, Harold, et il a voulu l'aider à guérir de ses dépendances au point de lui donner ses coordonnées téléphoniques. Enfin, elle informe Benson et Fin que son pote Dickie est passé ici même car il avait perdu sa trace... Aussitôt rejoint par Stabler qui désobéit à Cragen qui lui a interdit de participer à la traque de Dickie et Shane, Benson et Fin pistent Harold et, en pleine rue, ils mettent la main sur lui pour le jeter dans une cellule de dégrisement au moment même où le fils de Stabler le tabasse à mort pour le faire parler sur l'endroit où se cache Shane...

### Épisode 9:Les Mains sales
- États-Unis : 18 novembre 2009 sur NBC
- France : 22 novembre 2010 sur TF1

- États-Unis : 8,44 millions de téléspectateurs[11] (première diffusion)

- Eddie Abele : Clyde Vandyne
- Gianna Bruzzese : Cassie
- Kent Cassella : le professeur
- Kris Eivers : Lawrence Jasinski
- Patrick Heusinger : Brady Harrison
- Eric Kappenberg : Russell Ostrom
- Woody King, Jr. : le gardien de parking
- Chris Kipiniak : Todd
- Michael Macescko : Gutter
- Tim Miller : l'huissier
- Emma Myles : Starla
- Tom Pelphrey : T-Bone
- Kari Swenson Riely : Sally
- Debargo Sanyal : Khalil Assad
- J. Robert Spencer : Joseph Soltice
- Robert Turano : Gang Intel Detective
- Duke Valenti : Skull Dawg
- Sarkiss Yen : l'étudiant en athlétisme
- Caren Browning : Capitaine Judith Siper
- Robert John Burke : Sergent Ed Tucker
- Georgia Lyman : Officier Whitney Bowman
- Mike Edwards : ESU Lieutenant
- Albert Jones : Substitut du procureur Fritz
- Peter Hermann : Trevor Langan
- Harvey Atkin : Juge Alan Ridenour

Dans un parc, une famille découvre le cadavre d'un motard, Clyde Vandyne, attaché à un arbre. Sur place, le médecin-légiste Warner, Stabler et Fin observent immédiatement que son tueur l'a d'abord tasé puis l'a fait souffrir en lui tranchant son sexe pour le laisser agoniser. Il fait partie d'un gang de bikers, les "Chevaliers de la mort", connu pour leur implication dans des affaires sordides liées à la prostitution, des vols ou même des viols. Surtout, dans sa veste, Fin ôte une carte de visite de sa collègue Olivia Benson. Grippée, cloîtrée seule chez elle, elle reçoit la visite de son partenaire Stabler qui lui promet qu'il va tout faire pour savoir comment elle a atterri sur lui d'autant plus qu'elle lui certifie qu'elle ne l'a pas du tout rencontré dans le passé. De leur côté, au siège des "Chevaliers", Fin et Munch sont aussitôt éjectés dehors par ses membres qui refusent de leur adresser la parole car ils veulent identifier le meurtrier en solo. Cependant, devant leur refuge, les deux enquêteurs tombent sur l'un des leurs qui ne possèdent aucun permis pour sa moto et, conséquemment, ils en profitent pour le ramener au commissariat pour le forcer à collaborer avec eux. Quand le capitaine Cragen lui déterre une vidéo d'un viol collectif publié sur leur site web, celui d'une prénommée Starla, ce dernier lui affirme qu'elle était consentante et qu'elle était le cadeau de bienvenue à Clyde, relâché de prison. Décrite comme une fille facile qui aurait couché avec la moitié de ses amis dont Clyde, Stabler se rend au domicile de Starla qui lui assure qu'ils ne l'ont pas violée et, au moment où elle tente de fuir en le voyant, il met la main sur plusieurs certificats de naissance vierges dans son sac à main. Démasquée, Starla lui explique que son amant d'un soir, Clyde donc, lui a exigé qu'elle lui en ramène en les piquant dans l'administration dans laquelle elle travaille. Désireuse de rejoindre sa bande, elle a obéi sans sourciller et, concernant Benson, annonce à Stabler qu'elle n'a jamais vu sa coéquipière de sa vie. Une fausse piste évacuée par un appel passé aux urgences le soir du meurtre de Clyde. En effet, Cragen et Stabler écoutent un inconnu qui les interpelle pour les informer d'un accident de la route, celui d'une bécane renversée par une Mustang noire conduite par une femme brune dont il leur souffle le début de sa plaque d'immatriculation. Tout compte fait, en effectuant des recherches pour dresser une liste de chauffards en délit de fuite à partir de cet indice, ils sont étonnés de déceler le nom de Benson parmi eux. En effet, propriétaire d'une voiture de cette marque, Benson garantit à son supérieur qu'elle est malade et qu'elle est inapte à l'utiliser depuis un mois. Or, en inspectant le devant de la Mustang, ils remarquent que les phares sont détruits comme si elle avait percuté un autre automobile. Convaincue qu'elle est victime d'un coup monté, malgré son interdiction d'enquêter sur un meurtre dont elle est la principale suspect, Benson influence Warner pour qu'elle lui prenne son ADN pour le comparer à celui repéré sur l'arme blanche qui a servi pour couper les parties génitales du défunt. De plus, en épluchant tous ses anciens dossiers, Benson ne peut que relater qu'elle n'a jamais croisé sa route. Tous persuadés qu'elle est innocente, Stabler, Fin et Munch lèvent le voile sur le témoin qui a contacté le 911 pour leur fait part du crash de la moto du décédé. Néanmoins, doté d'un accent prononcé qui n'est pas celui de l'enregistrement, cet étudiant d'origine étrangère leur narre qu'il a prêté son portable à un Américain blond pour les appeler. Malheureusement, comme il faisait nuit, sa description est vague et peu utile. En outre, résolue à confondre le vrai coupable, l'Unité spéciale n'aboutit pas à lui mettre un nom dessus car les vidéos de surveillance du garage de Benson s'effacent au bout de 24 heures. Si quelqu'un a volé sa Mustang pour renverser Clyde, il est impossible de l'atteindre sans son visage. Paniquée et prise dans un étau qui se resserre autour d'elle, Benson explore davantage toutes ses enquêtes résolues pour débusquer le nom de Clyde, en vain. Renvoyée chez elle pour qu'elle se soigne, Cragan lui fait la promesse que Stabler parviendra à arrêter celui qui lui a tendu un piège. Alors qu'il stationne devant l'immeuble où résident les "Chevaliers de la mort", une recrue provoque Stabler qui l'immobilise violemment face à ses copains. Une façon pour l'incitateur de lui confier qu'il est un flic infiltré parmi eux et le guide vers un détective, un certain Lewis, qui les surveille de près afin de les démanteler en cas de récidive criminelle. Après l'avoir relâché pour ne pas griller sa mission sous couverture, Stabler fait connaissance avec Lewis qui atteste que Clyde n'a pas pu être tué par l'un de acolytes qui l'adoraient. En revanche, quant à Benson, depuis qu'il a su qu'elle est suspectée de son meurtre, Lewis jure à Stabler qu'elle est clean car les "Chevaliers" n'ont aucune fois évoqué son nom depuis que sa taupe s'est glissée parmi eux. Enfin, il lui remet une photographie d'un quidam qui a placé en douce un émetteur GPS sur la moto de Clyde peu de temps avant qu'elle ne soit défoncée par la Mustang de Benson. Une preuve irréfutable qu'une personne est prête à tout pour qu'elle soit condamnée pour un crime qu'elle n'a pas pu commettre.

### Épisode 10:Sans attache
- États-Unis : 9 décembre 2009 sur NBC
- France : 4 octobre 2010 sur TF1

- États-Unis : 7,91 millions de téléspectateurs[12] (première diffusion)

- Michael Barra : Donnie
- Yaya DaCosta : Audrina
- Lyric Davis-Watson : Ruby Brown
- Megalyn Echikunwoke : Nicole Gleason
- Christine Toy Johnson : Keiko Nishimura
- Chil Kong : Chen Wu
- Glenn Kubota : Kwan
- John Larroquette : Randall Carver
- Karen Tsen Lee : Mrs. Wu
- Bruce McGill : Gordon Garrison
- Nneoma Nkuku : Marie Brown
- Thomas Sadoski : Joseph Thagard
- Michael-Leon Wooley : T-Mac

Lors d'une dispute violente avec son maquereau dans un quartier malfamé, une prostituée, Audrina, découvre le cadavre d'une enfant noire de 12 ans, Ruby, dans un tonneau. Aussitôt, elle contacte son ami Fin qui pense qu'il s'agit d'une fille de la rue mineure mais, examinée par le médecin-légiste Warner, elle n'a pas été violée. Son meurtrier l'a étranglée à mort avec une chaîne métallique. En annonçant son décès à sa mère, qui lui explique que Ruby est partie acheter du lait sans jamais revenir, il lui fait la promesse de le retrouver. Comme il n'agit pas d'un crime sexuel, Cragen lui exige de laisser l'enquête à la Criminelle avant de lui la céder car Warner les avertit qu'une autre enfant du même âge, cette fois-ci d'origine brésilienne, a été tuée de la même manière quelque temps plus tôt. Cependant, pour ne pas effrayer les familles, Cragen refuse que Fin fasse une déclaration télévisuelle pour alerter la population au sujet d'un tueur en série d'enfants. Malheureusement, en distribuant des tracts pour demander aux citoyens s'ils vont croisé Ruby peu de temps avant sa mort, l'Unité spéciale est dans une impasse faute de témoignages. Furieux du manque d'intérêt de New York à propos d'un prédateur qui rôde en ville, Fin contacte une journaliste de la Criminelle, Nicole Gleason, pour qu'elle publie les photos des deux victimes en une de son journal pour alarmer les Américains. Or, elles ne sont pas publiées et, réduit, l'article en question n'est quasiment qu'à la dernière page. Aucun écho médiatique donc. Mécontent de sa désobéissance, Cragen continue à le soutenir en lui informant que des femmes ont vu un homme louche accoster des gamines avec des sucettes pas loin de la résidence de Ruby. Interrogé au commissariat, ce dernier révèle à Fin qu'il cherche leur compagnie en leur offrant des sucreries et proposant des tours avec son vélo qui comporte... une chaîne similaire à celle utilisée pour donner la mort aux enfants. Néanmoins, lors de l'interrogatoire, Cragen indique à Fin que le meurtrier a récidivé, cette fois-ci en étranglant un garçonnet asiatique, et qu'ils font donc fausse route. En questionnant les parents bouleversés du défunt, qui leur révèlent qu'ils doivent de l'argent à un centre d'aide pour les étrangers qui a facilité leur arrivée sur le sol américain grâce à des passeurs, Fin se rend compte que le criminel s'attaque à des enfants d'immigrés clandestins fraîchement arrivés aux États-Unis. En se rendant à la charité avec Munch, il découvre une gigantesque photo de famille où ils reconnaissent les disparus. Après leur avoir confié toutes les lettres de menaces xénophobes qu'elle a reçues, la directrice leur assure que son organisme fait polémique à la télévision, notamment dans une émission, Flashpoint, où s'affrontent un avocat spécialisé dans les droits des immigrés, Randall Carver, et un extrémiste fanatique, Gordon Garrison, dont le discours est ouvertement haineux envers eux. Une véritable guerre sans merci entre ces deux hommes dont les fans s'affrontent brutalement lors de manifestations violentes. Conséquemment, l'enquête de l'Unité spéciale est rapidement récupérée par Carver qui crache son venin sur elle dans les médias car, selon lui, elle refuse de prendre au sérieux les meurtres en série d'enfants d'ancrage de clandestins en voie de naturalisation, ce qui entraîne une confrontation entre lui et Fin, qui s'acharne à mettre un terme à cette haine meurtrière, devant les caméras. Une fois encore, Cragen le protège envers la hiérarchie de l'Unité spéciale pour son comportement. 

### Épisode 11:Rencard express
- États-Unis : 6 janvier 2010 sur NBC
- France : 11 octobre 2010 sur TF1

- États-Unis : 11,49 millions de téléspectateurs[13] (première diffusion)

- Erika Bradshaw : la greffière
- Cuyle Carvin : Brad
- Orlagh Cassidy : Mrs. Christensen
- Brady Corbet : Henry Christensen
- Monique Gabriela Curnen : substitut Owens
- Brian Geraghty : Peter Butler
- Mattie Hawkinson : Rebecca Ellison
- Sylvia Kauders : Esther
- Jack Larson : Dewey Butler
- Robert Levine : Sherman
- Gerard McCullough : Ben McWilliams
- Eric Petersen : Jake
- Chris Sierra : Frank
- Kate Simses : Penny
- Trevor Zhou : Levi

En pleine nuit, autour d'un parc, plusieurs personnes sont réveillées ou interpellées par des cris de secours d'une jeune femme en train d'être tuée mais personne ne prend la décision de la secourir ou d'appeler la police. En effet, l'Unité spéciale enquête sur sa mort, soit celle d'une jeune femme qui, selon sa carte d'identité, se nomme Vanessa Eastman. Avant de mourir, en raison de ses blessures génitales, elle a eu un rapport sexuel extrêmement violent et son agresseur l'a ensuite battue à mort et étranglée. Surtout, ignorée par les voisins, elle a lentement agonisé avant de rendre son dernier souffle, ce qui choque profondément les enquêteurs puisque les témoins n'ont rien fait pour la sauver. Toutefois, son bourreau a laissé son sperme en elle et il s'avère qu'elle s'appelle en réalité Anna McWilliams, une mineure de 17 ans qui, selon son père, collectionnait les aventures d'un soir pour noyer son chagrin survenu après la disparition de sa mère. Son dernier petit ami, Henry Christensen, est aussitôt interpellé devant le domicile de la défunte où ses amis ont déposé des souvenirs pour lui rendre hommage. Jaloux et possessif, il s'emporte contre l'un d'entre eux car il était très proche d'elle et les détectives l'emmènent au commissariat pour le mettre face à ses contradictions. En effet, il leur a affirmé qu'il l'avait vue à un cours de maths pour l'ultime fois mais leurs échanges téléphoniques démontrent qu'ils ont passé la soirée ensemble. Fou amoureux d'elle, il a sorti le grand jeu en s'offrant le service de plusieurs paparazzis pour qu'ils les photographient comme des stars ainsi qu'une limousine de luxe pour rendre leur soirée plus extravagante. Or, l'adolescent souffle à Benson et Stabler que, à la fin de la soirée, Anna était distraite par un autre homme avec qui il communiquait sur une nouvelle application de rencontres qui permet aux gens de trouver un plan d'un soir à proximité de leur domicile ou de leur quartier. En épluchant l'historique du profil d'Anna grâce à l'aide de la police scientifique, le duo de flics tombent sur son rencard final, un certain Peter Butler, qu'elle a rencontré après avoir abandonné son copain Henry. Persuadée qu'il s'agit de son tueur et supposé violeur parce que le médecin-légiste Warner n'est pas sûre qu'elle a été violée, Benson se crée un compte sur ce site, Anonymous Quickie, et réussit à obtenir un rendez-vous avec ce fameux Peter qui débouche sur son arrestation. Cependant, imbu de lui-même, Butler garantit à l'Unité spéciale qu'il est un collectionneur de femmes, plus précisément un queutard, et se vante d'avoir couché avec plusieurs d'entre elles qui, d'après ses dires, louent ses compétences sexuelles au lit. Accro au sexe, il se présente comme un courtier beaucoup trop occupé par son travail et dont les réseaux sociaux facilitent sa recherche de plans torrides. Coopératif, il accepte volontiers de leur fournir l'accès à sa page Anonymous Quickie qui contient ses anciens contacts et son ADN pour qu'ils puissent le comparer à celui décelé dans Anna avec qui il a bien couché. Toutefois, il leur précise qu'il ne l'a pas massacrée. Malin, il a effacé l'historique d'AQ pour qu'ils ne retrouvent pas celles qui se sont envoyées en l'air avec lui mais, en revanche, ses autres sites web basés sur des aventures d'un soir, dont FaceUnion, n'ont pas été purgés. Dans le but de savoir si certaines d'entre elles ont été violées dans le passé, Benson et Stabler mettent la main sur Rebecca Ellison, une victime d'un viol non résolu qui s'est déroulé également dans un parc. Malheureusement, encore traumatisée au point d'avoir la mémoire floue, elle confie à Benson qu'elle n'a pas vu le visage de son assaillant et lui atteste qu'elle connait bien Peter Butler avec qui elle a eu une brève liaison. Toujours ébranlée par sa relation avec lui, elle lui assure que Butler était un amant qui adorait lui faire l'amour d'une façon froide et frénétique. Malgré son comportement dominant et animal avec ses conquêtes, son ADN ne matche pas avec celui de son violeur, ce qui l'innocente dans cette affaire non classée et celle du crime d'Anna car ses empreintes ne correspondent à ceux analysés sur son cou, profondément marqué par des traces de mains qui l'ont étouffée. De fait, son autopsie démontre qu'elles appartiennent à un jeune homme, probablement Henry qui n'aurait pas supporté son caractère volage. Conséquemment, trahi par ses marques de doigts qu'il a laissés sur elle, Henry est appréhendé à son domicile et dévoile tout à Stabler. Délaissé par Anna après leur rencard de faux riche, Henry l'a suivie dans le parc où elle s'est rendue pour rejoindre Peter. Témoin de leur partie de jambes en l'air sauvage, il l'a ensuite approchée quand Peter l'a quittée pour lui soutirer des explications. Agacée par son attitude, elle lui a rétorqué en se moquant de lui qu'elle ne l'a jamais aimé car il n'est qu'un gamin immature à ses yeux, ce qui l'a poussé à s'acharner sur elle pour se venger de son humiliation. Dès lors, l'enquête sur sa mort est close. Néanmoins, Warner expose à Benson et au substitut du procureur Cabot qu'Anna avait peu de chance de vivre longtemps car Butler est séropositif. En d'autres termes, son sperme est positif au VIH et il semble qu'il l'a contaminée de son plein gré sans lui faire part de ses symptômes.

### Épisode 12:Perdre la face
- États-Unis : 13 janvier 2010 sur NBC
- France : 29 novembre 2010 sur TF1

- États-Unis : 7,65 millions de téléspectateurs[14] (première diffusion)

- Naveen Andrews : détective Ashok Ramsey
- Dennis Boutsikaris : Nate Hartman
- John E. Brady : Mike
- Stuart Burney : Yancey Winthrop
- Valerie Cruz : assistante du substitut du procureur Camila Cortez
- Nathan Lee Graham : le propriétaire de la galerie
- Edward Hibbert : Nigel Prestwick
- Mark La Mura : le propriétaire de la joaillerie
- Robert Langdon Lloyd : révérend Fitzgerald
- Sarah Paulson : Anne Gillette

Un riche couple de personnes âgées, les Gillette, sont retrouvés sauvagement assassinés dans leur lit conjugal par leur chauffeur. Appelés sur place, Benson et Stabler sont étonnés de la barbarie du double crime qui ressemble à un meurtre-suicide. En effet, la femme a sans doute été déchiquetée avec une hachette par son époux qui s'est ensuite tiré une balle dans la tête. Quant aux armes, elles sont sur la scène de l'homicide. Pourtant, il s'avère très vite que leur théorie est fausse car les mains du défunt ne contiennent pas de la poudre du revolver. Il ne s'est donc pas donné la mort. De plus, privilégiant désormais la piste d'un cambrioleur, les scientifiques constatent que quelqu'un a brisé de l'extérieur la vitre en carreau d'une porte de leur maison et que l'alarme était désactivée. En d'autres mots, il s'agit probablement d'une personne qui connaissait bien les Gillette pour être au courant de leur système de sécurité. Néanmoins, le capitaine Cragen prévient Benson et Stabler qu'ils doivent enquêteur en douce sur leur mort car ils offraient régulièrement des dons financiers au maire de la ville, au bureau du procureur ainsi qu'à la police. Une affaire brûlante dont leur premier contact est établi avec leur unique fille, Anne, qui est bouleversée par la perte brutale de ses parents. En larmes, elle leur raconte que, dernièrement, elle se sentait traquée par un individu dans la galerie d'art qu'elle fréquente ou bien chez un bijoutier puis leur donne sa description physique pour tenter de le coincer. Interrogés, les directeurs de ces établissements la présentent comme une femme dépensière et limite vénale, une croqueuse de diamants qui veut toujours dépenser plus d'argent pour se faire plaisir avec des œuvres d'art ou des objets de luxe. Par chance, les caméras de surveillance de la bijouterie ont filmé le visage de l'inconnu qui la prend en filature où qu'elle aille. Dès lors, Anne l'identifie et, terrifiée, accepte d'être leur appât pour l'intercepter. Finalement, alors qu'elle prépare les funérailles de sa famille dans une église, Benson et Stabler le prennent en flagrant délit et l'arrête aussitôt. Or, ils se rendent compte qu'il est détective, qu'il se nomme Ramsey et qu'il appartient à une brigade financière qui enquête sous couverture sur le mode de vie fastidieux d'Anne Gillette. Effectivement, selon lui, avec des preuves à l'appui qu'il collecte depuis des mois dans un dossier en béton, elle est accusée de détournement de fonds dans une fondation, Prestwick, pour laquelle elle travaille. D'après ses conclusions, elle aurait volé des millions de dollars en signant des chèques à verser à des organisations précaires pour leur permettre d'éviter la banqueroute mais, maligne, elle les encaisserait elle-même pour s'enrichir sur le dos de son employeur. Une arnaqueuse à la vie professionnelle chaotique qui aurait choisi une vie criminelle pour satisfaire, avec un complice encore non confondu, en peu de temps ses besoins financiers. Fauchée et seule héritière de ses parents, elle serait passée à l'acte en les massacrant pour acquérir toute leur fortune élevée. Malgré des investigations solides et concluantes qui délivrent un mobile pour l’inculpation d'Anne pour leur assassinat, Ramsey est destitué par le chef des détectives Muldrew lorsque Prestwick en personne leur révèle que la somme détournée par Anne a été depuis remplacée. Pour éviter un scandale, il n'engage  aucune poursuite judiciaire contre elle. Dégoûté, Ramsey rejoint Benson et Stabler pour continuer leurs recherches pour démasquer la meurtrière qui se cache derrière l'enfant éplorée et en deuil qu'est Anne. 

### Épisode 13:La Voix des femmes
- États-Unis : 3 mars 2010 sur NBC
- France : 11 octobre 2010 sur TF1

- États-Unis : 7,47 millions de téléspectateurs[15] (première diffusion)

- Greg Oliver Bodine : Larry Luft
- Reyna de Courcy : Mina
- Ashby Dodge : Alisa Davies
- Chad Donella : Ronnie Watley
- Sutton Foster : Rosemary
- Thomas Gibbons : Scott
- Kathy Griffin : Babs Duffy
- Leslie Kritzer : Donna
- Fletcher Liegerot : Carl
- Maia McCann : Sara
- Curtis McClarin : détective Omar Ellis
- Scott Nicholson : Uni Sullivan
- Jennifer Restivo : Janet
- Bryce Ryness : Trey Greenway
- Kate Udall : Sharon Harris
- Stephen Gregory : Docteur Kyle Beresford

À la sortie d'un bar, une jeune quidam prend une photo d'elle et de son petit ami avant qu'un voleur ne le dérobe sous les yeux d'un policier qui le pourchasse immédiatement. Il parvient à le rattraper dans un restaurant désaffecté où il tombe sur une inconnue en train d'agoniser sur le sol de l'établissement. Elle a été violée et battue à mort. Avant d'être hospitalisée, elle lui susurre qu'un certain Mitch lui a fait du mal mais, à l'hôpital, elle succombe à ses blessures alors que les inspecteurs Benson et Stabler voulaient l'interroger. Son identité est floue car son meurtrier l'a également dévalisé de ses biens. En visitant la scène du crime, ils mettent la main sur sa culotte que son agresseur a violemment arraché et, surtout, un pentacle satanique peint avec du sang sur le mur accompagné d'un nom de groupe de musique, Vampyre Sacrifyce. En fait, il s'agit uniquement d'un chanteur de death metal, Trey Greenway, qui se fait passer pour un vampire dans ses clips musicaux et dont les paroles de ses chansons encensent son envie de mordre le cou des femmes qui, étant fans de lui, acceptent d'apparaître dans ses vidéos. Un jeu de rôle qu'il pousse jusqu'au boutisme car il se vante aussi de leur sucer le sang. En débarquant chez lui, Benson et Stabler le surprennent en pleine séance sado-masochiste où il "vampirise" une adolescente, Mina, qui prend littéralement son pied avec lui. Au commissariat, elle confirme à Benson qu'elle refuse de porter plainte contre lui car elle était consentante et lui confie qu'elle s'est fait renvoyer de son travail dans une banque de don du sang car elle en a volé pour lui en fournir pour qu'il puisse dessiner son logo dans l'endroit où la défunte a été massacrée. De son côté, questionné par Stabler, Greenway lui assure qu'il ne connait pas la morte et qu'il a simplement tourné son petit film dans ce bâtiment fermé qu'il a transformé en sanctuaire parsemé de bougies pour prétendre qu'il est bien une créature de la nuit. De plus, il lui garantit qu'il n'a pas pu la tuer car il était avec d'autres musiciens à un concert au moment où quelqu'un l'a violée et violentée. Alors qu'il a tout du coupable idéal pour l'Unité spéciale, il est finalement innocenté car son alibi prouve bien qu'il n'était pas sur les lieux le soir de sa mise à mort. Finalement, son nom est révélé par un groupe d'activistes lesbiennes qui débarque au poste de police avec des photos d'elle à la morgue, imprimées entre-temps pour un appel à témoin pour l'identifier, pour confronter les détectives qui, selon elles, méprisent et négligent les agressions, mortelles ou non, contre les homosexuelles. Figure de proue de ce mouvement engagé LesBeStrong, à la fois fondatrice, présidente et porte-parole, Babs Duffy les informe qu'elle s'appellait Alisa Davies et, d'après elle, qu'elle fait partie d'une épidémie de haine qui se répand contre les femmes gays. Hallucinés par son comportement froid et colérique, le capitaine Cragen et ses hommes lui jurent que l'Unité spéciale a toujours été du côté des victimes, peu importe leur orientation sexuelle, et qu'elle n'est pas homophobe puisqu'elles enquêtent sur tous les crimes sexuels, qu'ils soient hétérosexuels ou homosexuels. Or, certaine que ces inspecteurs ne protègent pas la communauté LGBT des assauts qu'elle subit quotidiennement, Duffy refuse de leur révéler le nom de la petite amie d'Alisa. Agacé par ses insinuations hétérophobes envers lui qu'elle considère comme un macho, Stabler parvient à lui soutirer cette information en lui rappelant qu'il peut l'arrêter pour obstruction à la justice. Conséquemment, au domicile de la dénommée Sharon Harris, comme c'est un homme, sa copine ignore Stabler et confesse uniquement à Benson qu'elle s'apprêtait à épouser Alisa tout en lui rétorquant qu'elle l'a vue pour la dernière fois dans le bar lesbien, le Kitty Korner, dans lequel elle est serveuse. Cependant, leurs investigations sont parasitées par le harcèlement de Duffy qui s’incruste de force dans leurs recherches, ce qui irrite profondément Stabler car elle désire qu'ils interprètent coûte que coûte la mort d'Alisa comme un crime haineux. De son côté, chargé des meurtres discriminatoires, le détective Omar Ellis du Brooklyn indique à Benson et Stabler que Duffy est prête à tout pour recevoir des dons financiers pour LesBeStrong de la part des commerces du quartier où elle réside, comme beaucoup de lesbiennes, en colportant des accusations d'homophobie à leur égard. Décrite comme arriviste et insensée par Ellis, voire paranoïaque dans le sens où elle voit de la haine partout, Duffy semble rejeter les bisexuels ou les personnes transgenres dans le but de s'occuper seulement des femmes gays en quête de reconnaissance. Enfin, Ellis les met sur la piste sur un agresseur sexuel qui opère près des bars qui leur sont réservés dont le Kitty Korner. En revanche, l'une des employées de ce bistrot dévoile à Benson et Stabler que Harris est la videuse et qu'elle l'a surprise en train de s'embrouiller brutalement avec Alisa quelques minutes avant sa mort. D'apparence féminine et fragile, Harris leur a voilé qu'elle pouvait être agressive au point d'avoir été inculpée pour violence domestique envers son ex, Janet, et qu'elle appartient à un mini gang de lesbiennes très masculines spécialisé dans l'ultra-violence, les Big Apple Aggressives, pour faire régner la loi dans ce secteur où une communauté de femmes gays s'est installée. Remise de sa relation tumultueuse et physiquement houleuse avec elle, Janet communique aux détectives que Sharon avait pour surnom "Mitch" au lit, soit la contraction de "My Bitch" et l'ultime mot prononcé par Alisa. Lors d'un speech télévisé où Duffy lynche l'Unité spéciale car elle pense toujours qu'elle est inactive et indifférente face aux agressions des lesbiennes dans son arrondissement, tout en châtiant à part un imprimeur car il a commis une faute de frappe sur les flyers qu'elle distribue avec les membres de sa fondation, Benson et Stabler interceptent en direct Sharon qui, en entendant le surnom "Mitch", frappe le second en plein visage tandis que Duffy blâme son arrestation qu'elle estime comme étant de la brutalité policière...

### Épisode 14:Destin brisé
- États-Unis : 3 mars 2010 sur NBC
- France : 18 octobre 2010 sur TF1

- États-Unis : 9,04 millions de téléspectateurs[16] (première diffusion)

- Joanna Adler : Sarah Gallagher
- Mischa Barton : Gladys Dalton
- David Alan Basche : Michael Gallagher
- Jerome Preston Bates : leader de l'ESU
- Erin Dillly : Shawna Grant
- Kent Burnham : Numéro 1
- Emma Nicole Christopher : Marilyn Gallagher
- Erin Dilly : Shawna Grant
- Tracy Jai Edwards : Abby Mannion
- Alex Fanuele : Don
- Billy Griffith : Marmelade
- Boise Holmes : le maquereau
- Ray Iannicelli : Stanley Koscheck
- Cornelius Jones, Jr. : docteur résident
- Elizabeth Marvel : Dr. Frantz
- Tim Miller : le greffier
- Zuri Reed : Macy
- Wolfgang Scheitinger : Nathan Gallagher
- Tyree Michael Simpson : Uni
- Lee Tergesen : Billy Skags
- Sasha Toro : Sassy
- Phillippe Vonlanthen : Numéro 2
- Breeda Wool : Lynn Drexel
- Shawna-Kae Wray : Spud
- Henry Zebrowski : Mark
- Delaney Williams : l'Avocat John Buchanan

Une jeune prostituée, Abby Mannion, est retrouvée morte dans une ruelle désaffectée et, aussitôt sur place, Benson et Stabler mettent la main sur une carte de prière faite maison dans son porte-monnaie. Dès lors, ils sont persuadés qu'ils ont affaire à un tueur en série puisqu'il s'agit de sa seconde victime sur laquelle il a abandonné le même objet religieux qui représente l'ange de la miséricorde Ézéchiel. Tout compte fait, l'Unité spéciale déduit que ce criminel souhaite les purifier de leur souillure liée à leur travail qu'elles exercent souvent involontairement. Par chance, cette fois-ci, son bourreau a laissé son sperme en Abby. En fouillant dans son appartement, en plus d'apprendre qu'elle ne payait plus son loyer, le duo de flics tombent sur une vaste collection de sacs à main de luxe qu'elle vendait sur le marché noir via Internet. En fait, il s'avère qu'elle travaillait dans un magasin de vêtements et, afin de s'enrichir plus rapidement, qu'elle faisait équipe avec l'une de ses collègues pour volatiliser de la marchandise pour la revendre à des prix exorbitants sur sa propre boutique en ligne. Accro à la cocaïne, sa complice confie à Benson et Stabler qu'Abby a décidé de vendre son corps dans l'espoir de coucher avec des hommes fortunés pour gagner encre plus d'argent que possible. Malheureusement, son amie leur signale aussi qu'elle a fréquenté un tordu qui l'a poussait à sucer son arme à feu à quatre pattes et, de son côté, Warner parvient à l'identifier grâce à sa semence. Il s'agit d'un certain Michael Gallagher, un père de famille marié avec une croyante avec qui il a eu deux enfants. Après l'avoir arrêté à son domicile, celui-ci nie les faits et rétorque aux policiers qu'il est fidèle à sa femme qui, elle, désigne à Benson qu'il a acheté un revolver trois semaines auparavant et qu'il lui a demandé plusieurs fois des fellations. En fait, se présentant comme un fervent chrétien irréprochable, Gallagher est dévoré de l'intérieur par ses pulsions sexuelles violentes ou des fantasmes sadiques qui le poussent à humilier sexuellement son épouse qu'il considère comme trop prude pour les réaliser. Dès lors, après avoir l'écoutée en train de tout déballer de son penchant pour le sexe brutal, Gallagher révèle à Stabler qu'il l'a bien trompée avec des prostituées, dont Abby qu'il a forcée à le stimuler avec sa bouche sur son pénis tout en pointant son flingue sur son front. Cependant, il réitère à Stabler qu'il ne l'a pas asphyxiée et lui assure qu'il l'a simplement abandonnée dans la rue où quelqu'un d'autre l'a martyrisée. Pendant que Stabler tente de le faire craquer en lui exhibant les photographies d'Abby et de l'autre défunte, le capitaine Cragen lui manifeste qu'il fait fausse route à son sujet puisque le vrai assaillant a récidivé sauf que, dans le cas présent, sa proie a survécu. Interrogée, cette dernière, Gladys Dalton, remet aux inspecteurs son fameux coupon à l'effigie d’Ézéchiel qu'il a glissé dans son porte-feuilles avant de s'éclipser rapidement dans la voiture d'un autre client pour s'enfuir. Comme elle ne mesure pas le danger qu'elle a échappé in extremis, elle a pris peur en voyant débarquer son maquereau, Marmelade, sur la scène du crime qui n'a pas eu lieu car, sans doute, elle ne veut pas perdre son travail ou être châtiée par lui. Toutefois, surnommée Sunshine par ses collègues travailleuses du sexe, l'Unité spéciale réussit à la localiser dans l'appartement de sa tante infirme qui la loge pour qu'elle paye son loyer et les courses pour elle et ses enfants. Finalement, d'abord effrayée de parler de l'inconnu, elle relate à Benson que, une fois montée dans sa voiture qu'il a fermée à double tour, il lui a soumis sa Bible en tout lui conviant à rejoindre Dieu pour qu'il puisse expier ses péchés. Traumatisée, elle s'est libérée et il s'est enfui hâtivement pour s'évanouir dans la nature. Encore sous le choc d'avoir fait face à un fou, elle garantit à Benson qu'elle n'oubliera jamais sa voix et la guide vers une autre racoleuse, Spud, qui a également croisé sa route. Abasourdie de voir qu'elle est mineure, dans un restaurant, Benson et Stabler la questionnent et elle leur narre la même rencontre mot pour mot. Mais leur entretien est avorté par l'arrivée de Marmelade à qui Benson promet qu'elle le mettra derrière les barreaux pour proxénétisme et, parallèlement, Spud remet un portrait-robot de l'individu griffonné sur une serviette en papier ainsi que la description de son véhicule. Peu de temps après, les détectives sont alertés par un appel de l'enfant qui les informe en hurlant qu'elle est avec lui et qu'il l'a séquestre à l'intérieur de sa Brick rouge. En détectant son appel, en cassant la vitre du côté conducteur, ils interceptent violemment son offenseur qui tient une Bible dans ses mains et, illuminé, il leur atteste qu'elle l'a tailladé au bras pour le voler. Tout compte fait, l'accusant d'effraction tandis que Spud rapporte aux flics qu'il lui a récité des vers d'origine religieuse, le criminel, Billy Skaggs, est enfin arrêté et emmené au commissariat où, étonnamment, il promet à Stabler qu'il n'essaye simplement de sauver la vie à ces prostituées, notamment en rachetant leurs sacrilèges sexuels, dont il pense qu'elles n'ont aucun avenir sur Terre. En revanche, obnubilé par sa mission que lui aurait confié Dieu, il certifie à Stabler lors d'une prière, à laquelle répond le policier en participant avec lui en la psalmodiant pour l'inciter à la confession, qu'il peut pardonner à Spud pour la coupure qu'elle lui a infligée mais qu'il n'a pas à confesser ses meurtres car, selon, il n'a tué personne. En réalité, Skaggs est un prédicateur solitaire obsédé par les filles de joie dont il veut absolument les remettre à Dieu pour leur éviter une vie infernale et chaotique parmi les vivants, quitte à leur donner la mort pour les soulager de leur condition de vie misérable dans la rue.

### Épisode 15:Savoir... et se taire
- États-Unis : 10 mars 2010 sur NBC
- France : 18 octobre 2010 sur TF1

- États-Unis : 8,57 millions de téléspectateurs[17] (première diffusion)

- William Bogert : Thomas Rooney
- Richard Burgi : Richard Morgan
- Kevin Earley : l'homme de la sécurité Tony
- Joseph A. Halsey : Uni #1
- Daniel Hartley : Matt Simmons
- Ian Jarvis : l'homme de l'urinoir
- Chike Johnson : Victor Tate
- Russell G. Jones : Hopkins
- James Lloyd Reynolds : le superviseur de la sécurité
- Carissa Jocétt Toro : Valerie Martin
- Yul Vazquez : Daniel Hardy
- Tim Miller : le greffier
- Tonye Patano : Juge Maskin
- Judith Light : Juge Elizabeth Donnelly
- Lena Olin : avocate de la défense Ingrid Block

Dans un immeuble de bureaux d'affaires luxueux, des agents de sécurité visualisent les vidéos du surveillance du week-end et assistent à l'enlèvement d'une employée par un homme qui la happe dans les toilettes des hommes. Aussitôt appelés sur place car ils craignent un viol, Benson et Stabler les fouillent et inspectent tout le building en vain. Ils perdent espoir lorsqu'ils surprennent une femme de ménage en train de s'envoyer en l'air avec son petit ami dans un appartement désaffecté. Quant à la disparue, elle s'est volatilisée. Alors qu'ils continuent à fouiller tous les étages avec la police, l'Unité spéciale fait la connaissance avec le PDG et propriétaire de la tour, Richard Morgan, et de son avocate Ingrid Block qui apprennent la disparition de la femme non identifiée et leur permettent de continuer leurs investigations pour la retrouver tout en leur demandant de les tenir au courant. En inspectant les cabinets sanitaires avec du Luminol où elle a été tirée de force par les bras par l'individu, les inspecteurs y découvrent beaucoup de sang étalé sur les murs avant de se rendre dans le vide-ordures où l'une des poubelles vides en comporte également. Après avoir intercepté rapidement le camion rempli d'ordures appartenant au gratte-ciel, Fin met la main sur un sachet rempli de vêtements ensanglantés ainsi que le cadavre de la victime, enroulée dans une bâche. Elle se nomme Renée Simmons et elle a été violée puis étranglée. Méticuleux, son agresseur a profité de plusieurs pannes de courant d'exercice, qui ont éteint et réactivé les caméras, pour se faufiler dans l'endroit où il l'a enlevée et abusée sexuellement avant de désactiver les alarmes des portes de secours pour se débarrasser de son corps inanimé. En outre, l'un des agents confirme à Benson et Stabler qu'elle travaillait bien pour Morgan en tant que secrétaire de son fonds d'investissement mais, averti de sa mort et toujours épaulé par Block, celui-ci leur révèle qu'il l'a virée comme d'autres collègues de sa boîte le vendredi matin et qu'il leur a interdit l'accès de son établissement en reprenant leurs badges. Cependant, un mystère demeure car il leur jure qu'ils étaient dehors après leur congédiement. Or, l'après-midi même, elle y était toujours. Dès lors, son avocate et lui les guident vers son ancien mari, un trader, qui avait une interdiction de l'approcher via une mesure d'éloignement d'autant plus qu'il peut accéder au niveau où elle a tué. Arrêté et emmené au commissariat, attristé par son décès, le trader informe Fin et Stabler qu'il était fou amoureux d'elle et, inquiet de sa proximité avec Morgan, qu'il l'a une fois suivie dans un hôtel où il l'a surprise en train de s'envoyer avec lui. Depuis, son ex a obtenu qu'il se tienne loin d'elle. De fait, l'enquête prend une tournure inattendue lorsque le viol et le meurtre de son assistante rappelle exactement celui d'une certaine Nancy Pierce, survenus en 1987, dont le violeur et tueur, Daniel Hardy, est sous les verrous à vie depuis quasi 20 ans. Elles ont été toutes les deux asphyxiées par la même arme du crime. Néanmoins, Pierce et Hardy étaient aussi professionnellement à la charge de Morgan, l'une étant une comptable à qui il a racheté sa petite boîte et son présumé bourreau fut son homme de maintenance. Comme les tests ADN n'existaient pas à l'époque pour prouver que son sperme n'était pas celui décelé dans Pierce, Hardy a été dénoncé par Morgan qui a affirmé à la police et lors de son procès qu'il l'avait vu en train de se disputer violemment avec elle avant sa mort. De son côté, clamant toujours son innocence, Hardy confie à Stabler qu'elle et lui s'entendaient à merveille au point qu'elle voulait lui payer des études avec tout l'argent qu'elle allait récolter de la vente de l'entreprise à Morgan qui, selon ses propos, était furieux qu'elle parte avec la somme qu'il a versée pour se l'approprier. En analysant la situation financière de Morgan, amateur d'arts martiaux et philanthrope à ses heures perdues, l'Unité spéciale s'aperçoit qu'il a fait business en s'accaparant les locaux où œuvrait Pierce en 1987, soit en plein krach boursier, et qu'il est toujours aussi ruiné depuis des années. En effet, il a monté un Système de Ponzi pour s'enrichir en volant la fortune de ses investisseurs qui ont tout perdu à cause de ses magouilles financières et, peu de temps avant de disparaître, Pierce a levé le voile dessus et elle a tenté de le faire chanter. Terrorisé d'être en prison, il l'a fait taire en la violant et la tuant. Quant à Simmons, dont il a également voulu faire porter le chapeau à son ancien conjoint, elle était informatrice pour l'Internal Revenue Service dans le bâtiment actuel où il réside et, après avoir compris qu'il escroquait ses clients à nouveau en pleine crise financière, elle a voulu le balancer à son service. Malheureusement, après avoir congédié la moitié de son staff pour tout effacer, Morgan a obtenu son silence en la massacrant. Fauché et endetté, Morgan est finalement menotté pour fraude, faux et vol qualifié et évasion fiscal soit plus de 230 plaintes réparties sur 20 ans. 

### Épisode 16:Le Témoin clé
- États-Unis : 17 mars 2010 sur NBC
- France : 25 octobre 2010 sur TF1

- États-Unis : 9,65 millions de téléspectateurs[18] (première diffusion)

- Diora Baird : Lainie McCallum
- William H. Burns : P.O. Sanchez
- Sean Cullen : chef-député Brett Trask
- Elizabeth Flax : infirmière Carey Hutchins
- Anne James : docteur Jane Larom
- Ray DeMattis : Nestor
- Saidah Arrika Ekulona : Nardalee Ula
- Elisabeth A. Furtado : Rosie
- Jonathan C. Kaplan : Daniel Stegman
- Eric Lange : Bryce Kelton
- Zachary Spicer : Jason Harris
- Molly Wright Stuart : Beth Stegman
- Ned Eisenberg : Roger Kressler
- Stephanie March : Alex Cabot
- Lindsay Crouse Juge Andrews

Alors qu'ils s'apprêtent à se rendre illico dans un hôpital pour un accouchement, un jeune couple est empêché par l'arrivée soudaine de leur voisine, Lainie, qui leur annonce qu'elle vient d'être violée et que son agresseur lui a entaillé la main dans les escaliers. Aussitôt hospitalisée, elle est placée sous calmants tandis que les inspecteurs Benson et Stabler tentent d'alerter son petit ami de son agression sexuelle. Or, celui-ci leur rétorque au téléphone qu'ils ne sont pas en couple et qu'elle est obsédée par lui depuis qu'ils ont couché ensemble une fois. Quant aux autres résidents, ils la décrivent comme une femme en manque d'attention qui cherche la compagnie des hommes qu'elle fréquente au point d'inventer des prétextes pour les attirer chez elle. Très vite, le duo de flics doutent de son viol car il s'avère qu'elle affabule beaucoup et, selon le docteur Huang, elle est sévèrement atteinte d'histrionisme, un trait de caractère pathologique qui la pousse à rechercher excessivement qu'on s'intéresse à elle en essayant de se mettre en valeur, en séduisant, en provoquant ou en attirant le regard d'autrui pour obtenir de la compassion. Cependant, même si elle semble naïve, Lainie leur assure qu'elle a été violée par un homme, qui lui a mis un couteau sur sa gorge pour qu'elle ne lui résiste pas, dont elle a vu la couleur de ses yeux à travers sa cagoule. De plus, il est blanc et son ventre bedonnant l'a marquée. Petit à petit, elle leur livre des infos précises sur un rempart qu'il a touché et, surtout, l'air de rien, leur révèle qu'une femme noire s'est interposée en le frappant pour la libérer de lui. Paniquée, Lainie s'est sauvée, laissant sa sauveuse avec son assaillant sans se préoccuper du sort qu'il lui a réservé... Malgré ce souvenir bizarrement tardif, l'Unité spéciale est persuadée qu'elle a tout inventé, que ce soit son viol et sa blessure qu'elle aurait faite elle-même en se coupant la paume, pour recevoir de l'attendrissement de la police et des habitants du logement où elle vit. Néanmoins, après avoir visualisé les vidéos de surveillance du rez-de-chaussée pour briguer quelqu'un qui corresponde aux profils de son violeur et du bon Samaritain, les détectives sont informés par Lainie qui reconnait celle qui l'a secourue sur une photo. Comme elle ne vit pas dans le bâtiment, d'autres locataires leur avisent qu'elle s'occupe d'un vieillard au dernier étage. Malheureusement, quand Benson et Stabler mentionnent le martyr de Lainie, l'aide-soignante, Nardalee Ula, leur claque la porte au nez sans communiquer avec eux. Unique témoin de ce que la jeune fille a subi, le substitut du procureur Cabot pousse l'Unité spéciale à l'influencer pour qu'elle vienne témoigner contre le présumé coupable, un certain Bryce Kelton. En effet, plut tôt, en tentant de faire craquer Lainie à son domicile car ils sont certains qu'elle a manigancé son histoire dans l'unique but de faire du chantage affectif, Benson et Stabler remarquent un individu louche en train de l'espionner via un télescope situé en face de sa chambre à coucher. En se rendant chez lui, dans le building proche, les enquêteurs constatent son œil au beurre noir et sa longue vue qui lui permet d'observer Lainie dans son intimité. Au courant de son viol, sans se rendre compte qu'il est suspecté d'avoir abusé d'elle sexuellement, il accepte de les suivre au commissariat où Benson récolte son ADN en lui servant un gobelet d'eau. Tout compte fait, la police scientifique a détecté du liquide séminale pré-éjaculation en Lainie et il peut être expertisé pour identifier celui qui l'a attaquée et qui n'a pas pu jouir en elle dû à l'intervention d'Ula. Conséquemment, mis à mal par ce prélèvement d'empreintes et son physique qui est exactement celui dépeint par Lainie, mais également par son goût du voyeurisme et son visage tuméfié, Kelton insinue que Ula n'est rien qu'une sans-papiers peu fiable, qu'il a simplement réalisé le fantasme de viol de Lainie qui lui a demandé d'en simuler un en se masquant et en brandissant un poignard tout en lui faisant l'amour. Finalement, accablé par l'accumulation d'évidences contre lui, il est à la fois arrêté pour viol et intimidation de témoin car, étant clandestine sur le sol américain, Ula n'est pas en règles avec l'administration, soit une facilité pour lui de la faire chanter pour qu'elle ne le dénonce pas. Une audience judiciaire d'apparence simple car, en le séparant de Lainie, elle lui a retiré le masque et elle a vu sa tête avant de lui donner un coup de poing. Toutefois, effrayée d'être expulsée de l'Amérique car elle est d'origine Congolaise, elle ne donne plus aucun signe de vie et elle ne travaille plus chez le vieil homme dont elle avait la charge.

### Épisode 17:Sans mot pour le dire
- États-Unis : 24 mars 2010 sur NBC
- France : 25 octobre 2010 sur TF1

- États-Unis : 10,58 millions de téléspectateurs[19] (première diffusion)

- Quinton Aaron : Damien Woods
- Lisa Arrindell Anderson : Cara Raleigh
- David Bishins : Mark Hubbard
- Ralph Byers : Tony Griegs
- Judith Lightfoot Clarke : docteur
- Shannon DeVido : Beth Myers
- David Harrell : Jake Gleason
- Kelly Kirklyn : Angela Myers
- Stephanie Little : Julie Anderson
- Christopher McHale : Brent Williams
- Jill Scott : Janice Raleigh
- Teddy Sears : procureur du district Garrett Blaine

Inquiet de ne pas voir l'une de ses passagères, Cara Raleigh, en bas de son immeuble, un chauffeur d'une navette pour handicapés et son futur remplaçant manchot montent chez elle pour la chercher mais ils la découvrent inconsciente au sol. Ancienne chanteuse d'opéra célèbre, en raison d'une sclérose en plaques aiguë, la victime est devenue à la fois muette et tétraplégique. Elle a été violée à son domicile. Lorsqu'ils l'apprennent à son chevet, Benson et Stabler déduisent que leur enquête pour identifier son violeur commence mal car elle ne peut que cligner des yeux, une fois pour dire oui et deux fois pour signifier que non, pour leur parler. Dès lors, ils ne peuvent que l'interroger en lui posant des questions brèves. Pourtant, emmurée dans son corps qui ne peut plus bouger, Cara parvient à leur faire comprendre qu'elle a bien été abusée sexuellement. En revanche, après avoir constaté qu'elle est recouverte d'hématomes, Benson tente de savoir si elle est maltraitée par l'un de ses proches et remarque que Cara ne lui répond pas. De son côté, avec la police scientifique, Fin met la main sur un t-shirt maculé de sang dans la machine à laver de Raleigh tandis que son agresseur n'est pas entré par effraction dans son appartement. En d'autres mots, il s'agit probablement de l'une de ses connaissances qui possède ses clés. Au chevet de Cara, Benson et Stabler rencontrent son neveu Damien qui semble être très attentionné avec elle. De fait, il leur annonce qu'elle n'était pas censée être seule la veille car il y a toujours quelqu'un à ses côtés, que ce soit une infirmière ou bien sa mère Janice. Suspecté de l'avoir agressée, Damien leur assure qu'il était en train d'étudier dans une bibliothèque et, parallèlement, Janice explique à Fin qu'elle avait chargé son fils de prendre soin d'elle car sa nurse était en congé. Quant à son alibi, elle lui confie qu'elle voulait profiter de son temps libre avec un rencard et elle le met sur la voie de plusieurs infirmiers qu'elle a renvoyés car, selon elle, ils lui volaient de l'argent. Depuis, étant des repris de justice, ils ont démissionné mais, malgré tout, leur ancien directeur les défend face à Benson et Stabler en leur garantissant que leurs clients invalides et leur entourage les blâment avec de fausses accusations qu'il analyse avec soin. Néanmoins, il accepte de leur délivrer leurs noms pour qu'ils observent de près leurs casiers judiciaires. Conséquemment, travaillant dans une autre agence de soin à domicile, deux d'entre eux sont écartés de toute suspicion car ils étaient occupés la nuit où Cara été violée et le dernier, Mark, est appréhendé dans sa résidence où est il est pris en flagrant délit en train de fumer un joint avec la fille de l'un de ses clients mourants. Questionné à propos de Cara, il nie son implication dans son viol. Cependant, après avoir décelé une caméra qu'il trimballe partout et qu'il cache chez les infirmes dont il a la charge, Mark leur précise qu'il filme désormais toutes ses interventions pour démontrer qu'il est irréprochable et qu'il fait son travail correctement. Il leur insinue également qu'il l'avait une fois oubliée chez les Raleigh. En visualisant la vidéo de cette journée en question, l'Unité spéciale est dégoûtée de voir que Janice humilie et torture Cara en la frappant avec une chaussette dotée d'un savon à l'intérieur. Visiblement épuisée de s'occuper de son bien-être, elle se venge en la brutalisant physiquement pour lui reprocher de gâcher sa vie pour la sienne. Impassible et désavantagée par son handicap lourd, Cara ne peut réagir ou se défendre contre elle. Tout compte fait, le vrai visage de Janice se dévoile et elle est aussitôt arrêtée pour maltraitance. Comme le substitut Cabot est partie pour le Congo, son remplaçant temporaire Garrett Blaine la poursuit pour ces faits graves et, devant son avocate Patrice LaRue qui souhaite qu'elle plaide coupable pour coups involontaires, le docteur Huang la confronte pour analyser son comportement sadique envers sa sœur. Lorsqu'il théorise qu'elle a surtout peur que son fils reporte tout son amour maternel pour Cara, ce qui expliquerait la jalousie de Janice d'autant plus qu'elle n'a jamais supporté sa célébrité, elle saute sur lui pour l'agresser et elle est interceptée par Blaine et Fin. 

### Épisode 18:Un tueur en sommeil
- États-Unis : 31 mars 2010 sur NBC
- France : 6 décembre 2010 sur TF1

- États-Unis : 10,08 millions de téléspectateurs[20] (première diffusion)

- Ann-Margret : Rita Wills
- William Atherton : Ned Bogden
- Morgan Fairchild : Claire Lockton
- Nicole Nelson : Jane Whitmore
- Robert Newman : Cal Cutler
- Joe Passaro : Gary Dumont
- Carter Roy : Larry
- Jaclyn Smith : Susan Delzio
- Kelly Spitko : Francine
- Nicole Sudhaus : Angie
- Renée Taylor : Maude Monaghan
- Mark Elliot Wilson : Morris Ostebow
- Tamilla Woodward : l'éditrice du magazine

Alors qu'il aide sa maîtresse à s'échapper de son appartement par l'issue de secours car sa femme rentre à l'improviste, les amants aperçoivent dans l'immeuble en face le cadavre d'une jeune femme ligotée sur son lit, les mains liés par un fil de téléphone derrière son dos. Surtout, elle a été égorgée et violée tandis que son agresseur est rentrée chez elle sans effraction. D'ailleurs, probablement fier de son crime, l'inconnu a marqué son visage avec un X qu'il a tailladé avec son couteau comme s'il était un tueur en série qui signerait ses meurtres. De fait, en retrouvant une tonne de paperasses à son domicile, l'Unité spéciale saisit que la victime, Jane Whitmore, était une journaliste indépendante dont sa supérieure la décrit comme une reporter vigoureuse et prête à tout pour faire plonger des criminels qui sévissent en douce dans des milieux particuliers. En y s'infiltrant dangereusement jusqu'à confondre son devoir et sa vie personnelle, elle est parvenue à faire condamner des trafiquants d'esclaves sexuels ou des dealers qui ont tous une raison de vouloir se venger d'elle. Quant à sa dernière enquête, elle concernait un certain Morris Ostebow qui n'est d'autre qu'un gestionnaire de fonds spéculatifs qu'elle a jeté en pâture à la police et aux médias pour avoir volé des millions à ses investisseurs. Sorti de prison depuis, et désormais rangé dans un centre funérarium pour animaux, ce dernier confie à Benson et Stabler qu'elle l'a recontactée après sa libération car elle savait qu'il se reposait dans un centre d'hébergement pour toxicomanes et, avide d'un nouveau scoop, elle a couché avec lui pour qu'il lui fournisse l'adresse en question. Conséquemment, le directeur d'Harmony House leur confirme bien qu'elle avait trouvé refuge chez lui sans se douter un instant qu'elle était sous couverture pour tenter de dévoiler publiquement les coulisses de sa structure de réinsertion sociale. L'une de ses anciennes colocataires, une junkie, avec qui elle partageait une chambre guide les inspecteurs vers la dernière personne à avoir côtoyé Jane avant sa mort, soit un administrateur principal de la Sécurité sociale, Ned Bogden, qui semble être irréprochable en raison de son casier judiciaire  vide et de ses nombreux soutiens politiques. Chargé d'aider les ex taulards, les sans-abris ou les drogués à se réinsérer dans la vie active, il est suspecté d'être un dragueur invétéré et abusif envers les femmes qu'il épaule en leur faisant du chantage sexuel. Déterminée à le prendre en flagrant délit, Benson joue le rôle d'une épave auprès de lui dans son bureau et son plan fonctionne. Pendant qu'elle remplit des papiers pour toucher un soutien financier, Bogden en profite pour la tripoter et caresser ses épaules jusqu'à vouloir descendre son haut avant que Benson ne l'intercepte. Au commissariat, face aux enquêteurs qui essayent de le faire craquer en lui insinuant qu'il a tué Jane parce qu'elle était sur le point de le dénoncer via un article accablant, Bogden résiste à leur pression et leur rétorque qu'aucune femme ne lui dit non en se vantant d'être un charmeur. De son côté, le capitaine Cragen et le docteur Huang déduisent que la mort de l'investigatrice ressemble à d'autres crimes sexuels similaires. En effet, dans les années 1970, un dénommé "Le Boucher de la chambre à coucher" s'attaquait à des proies féminines, cinq en tout, en s'immisçant dans leur chambre pour les ligoter, les violer avant de leur trancher la gorge et les défigurer en entaillant un X sur leurs joues. En réalité, Cragen s'en est souvenu car son équipier de l'époque, depuis décédé, était obsédé par sa traque qui s'est débouchée sur rien du tout. Il n'est jamais parvenu à l'appréhender et le serial killer en a profité pour s'évanouir définitivement dans la nature. En épluchant toutes ses notes, l'Unité spéciale remarque que toutes les mortes ont toutes connu de près Bogden, que ce soit professionnellement ou intimement. Dès l'instant où il se présentait comme un Dom Juan au charme indéniable, Bogden apparaît comme un victime des femmes qu'il a massacrées car elles l'ont humilié d'une façon ou d'une autre. Par exemple, l'une d'entre elles l'a renvoyé du bar où il était serveur ou une seconde a obtenu un poste de travail pour lequel il avait postulé. Démoralisé par ces échecs, Bogden s'est donc décharné sur elles pour satisfaire sa vengeance. Or, démasqué par toutes ces connexions, Bogden leur avoue qu'il a un alibi pour l'assassinat d'une de ses disparues, celui d'Emily Cutler. Toute compte fait, parallèlement, en récupérant son manteau, le médecin-légiste Warner compare ses pellicules de cheveux qui ont chuté sur Jane avec ceux détectés sur les précédentes dépouilles. Finalement, ses analyses d'ADN démontrent bien que Bogden les a violées et tuées puisque ses fragments de peau l'ont trahi. Considéré comme insaisissable, il a donc fait l'erreur de récidiver et de succomber à ses pulsions sexuelles qui l'ont mené vers son arrestation. L'affaire Jane Whitmore, qu'il a martyrisée pour la faire taire et empêcher la publication d'une chronique sur ses intimidations de femmes vulnérables ou marginalisées qu'il abusait sexuellement sans leur accord, est donc close. 

### Épisode 19:Le Mal-aimé
- États-Unis : 7 avril 2010 sur NBC
- France : 13 décembre 2010 sur TF1

- États-Unis : 8,36 millions de téléspectateurs[21] (première diffusion)

- Jefferson Breland : le gardien de sécurité de l'hôtel
- Pressly Coker : Jack Robinson
- John Scherer : Mr. Robinson
- Kevin Geer : Belton Meeks
- Kristin Griffith : Joyce Hingham
- John Magaro : Andrew Hingham
- Viola Harris : la locataire de l'appartement
- Alexandra Ingber : Mallory Sidwell
- Elia Monte-Brown : Juanita
- Ernest Waddell : Ken Randall
- Kat Nejat : Idrina Sanchez
- Frank Rodriguez : Hector Gonzales
- Kareem Savinon : Mario Sanchez
- Mickey Solis : Brad
- Gretchen Egolf : Kendra Gill
- Ally Walker : Dr Fran Stanton

Lors d'un mariage, deux invités s'isolent dans la réserve pour faire l'amour mais, malheureusement, ils tombent sur le cadavre d'un homme atrocement mutilé et sans visage. En effet, son agresseur l'a défoncé avec un marteau à viande, ce qui le rend méconnaissable. De place, sur place avec l'Unité spéciale, le médecin-légiste Warner y prélève des fluides ce qui signifie qu'il a eu un rapport sexuel avant sa mort. Interrogée par Benson et Stabler, la mariée les informe que son père a expulsé le défunt, que personne ne connaissait, de la cérémonie parce qu'il l'a humiliée lors d'un toast importun. En retraçant la soirée via les caméras de surveillance, Fin voit bien son expulsion en dehors de l'hôtel où s'est déroulé l'union mais, étonnamment, il parvient à y rentrer rapidement alors que la porte du local poubelle ne s'ouvre que de l'intérieur. En d'autres mots, quelqu'un a permis son retour dans le bâtiment. De plus, en suivant sa trajectoire avec un garde de la sécurité, Fin constate que l'inconnu déambule dans le hall avant de suivre un convié dans une chambre de l'établissement tout en l'embrassant dans le cou. En y débarquant, l'inspecteur tombe nez à nez avec le parrain de l'épousée, Mr. Meeks, qui, démasqué, lui avoue qu'il est bien homosexuel et qu'il le dissimule à sa femme. Forcé de s'expliquer sur sa proximité avec le jeune garçon massacré, il lui confie qu'il a été dragué par ce dernier qui s'est fait passer auprès de lui pour un prostitué, un certain Jack, et qu'il l'a payé 200 dollars pour avoir un rapport sexuel avec lui. De plus, à la fin de leur ébat, il lui a volé sa Rolex mais elle n'a pas été retrouvée sur son corps inanimé, comme son portable et les billets de sa passe. Finalement, en fouillant dans les déchets de la cuisine du palace, Munch met la main sur le porte-feuilles de la victime qui se prénomme en fait Andrew Hingham, un adolescent de 16 ans. Dès lors, à la suite de sa partie de jambes en l'air avec lui, Meeks est arrêté pour viol sur mineur et, de son côté, Stabler montre sa photo aux employés illégaux qui ont accès à la salle de stockage où il a été sauvagement tué. L'un d'entre eux est appréhendé parce qu'il a dérobé sa montre quand il l'a découvert mort, ce qui est un délit tout aussi grave qu'un meurtre. Quant aux 200 dollars, ils ont disparu et son tueur les a donc piqués. Soit deux présumés coupables qui ont un mobile pour l'avoir brutalisé mortellement, l'un pour le faire taire pour qu'il ne révèle pas son homosexualité et le second pour le piller de la tête aux pieds. Or, en questionnant la mère chagrinée d'Andrew, Benson et Stabler apprennent qu'il était dépressif depuis le début de son adolescence notamment en raison du départ précipité de son père qui n'a pas supporté sa grossesse tardive. Fragile et instable psychologiquement, Andrew est décrit comme un fugueur vulnérable et sombre qui l'a quittée depuis 7 mois et qu'il communique parfois avec elle par Skype pour lui donner des nouvelles grâce à son ordinateur portable qu'il a récupéré un jour quand elle était à son travail. Bouleversée par sa disparition, elle demande aux détectives de venir auprès de lui pour une dernière fois. En raison de sa tête intégralement détruite, ils s'opposent à sa requête. Soudainement, l'application sonne et son unique parent se précipite pour lui parler. Éberluée d'apercevoir son fils bien vivant, sa génitrice est confuse comme Benson et Stabler qui tombent de haut à leur tour en comprenant qu'ils ont fait fausse route sur l'identité de la dépouille. Afin de lui parler, Benson se fait passer pour une amie de la famille mais l'authentique Andrew met fin à la brève conversation avec eux car il a deviné qu'elle était de la police. En revanche, l'Unité spéciale et Mrs. Hingham ont noté son œil au beurre noir et son appel à l'aide extrêmement alarmant. Tout compte fait, prise à partie par le capitaine Cragen qui lui ment en lui certifiant que son équipe n'a plus la charge de l'affaire à la suite de la gaffe de Benson, elle lui confesse qu'il n'était pas gay et qu'une fille de son âge l'a accusé de viol quelques mois auparavant. Par chance, sa psychiatre de longue date, le docteur Fran Stanton, l'a défendu en théorisant auprès de son lycée et de la famille de l'ado agressée qu'il souffre d'une schizophrénie latente et qu'il est donc irresponsable de ses actes. Surtout, il était inapte à être présenté à une cour de justice et qu'il devait être soigné dans l'asile où elle officie pour qu'elle le soigne durement. Un internement de courte durée puisqu'il est parvenu à s'enfuir avec d'autres malades comme lui lors d'une évasion judicieusement préparée. Persuadé que sa maladie joue un rôle important dans ses abus sexuels, Fin est contredit par le docteur Huang qui lui assure que les schizophrènes sont pour la plupart inoffensifs et qu'ils ne représentent aucun danger pour les autres ou autrui. S'il est atteint depuis l'enfance, son traitement sera plus douloureux. Enfin, en rassemblant les photographies de la nuit de noces, les inspecteurs observent qu'Andrew était très proche de Jack qui, lui, flirtait avec Mr. Meeks sous ses yeux, ce qui donnerait un mobile de jalousie et de vengeance à son crime, et un avis de recherche est lancé pour le faire sortir de la rue où il doit errer tel un sans-abri. Comme il ne côtoie plus ses proches, coupé du monde familial et amical, Andrew est probablement SDF. 

### Épisode 20:La Petite boucherie des horreurs
- États-Unis : 21 avril 2010 sur NBC
- France : 20 décembre 2010 sur TF1

- États-Unis : 8,75 millions de téléspectateurs[22] (première diffusion)

- Ioana Alfonso : Laura Santiago
- Juan Luis Acevedo : Vincent Addams
- Chip Brookes : Dean Jones
- Jeb Brown : Jake Bradshaw
- Blanca Camacho : Sandra Pelacios
- Juan Javier Cardenas : Jorge Vargas
- Anthony Caso : le réalisateur
- Lynn Cohen : Rosa Donetti
- Dominic Colón : Miguel Saenz
- Jason Cruz : Freddy Perez
- Yanet Cuevas : Yolanda Rivera
- Elisa de la Roche : Cecilia Santiago
- Maria DiDomenico : Gina Gomez
- Ellen Dolan : Lisbeth Sandler
- Lauren Fortgang : Tina Jones
- Juan Carlos Infante : Ricardo Valenzuela
- Nelson Landrieu : Mr. Santiago
- Arthur J. Nascarella : Alberto Seraphine
- Etienne Navarre : le pompier
- Robert Petkoff : John Reilly
- Nancy Rodriguez : Vanessa Vargas
- Santos : Kiki Maldonado
- Aaron Tveit : Jan Eyck
- Teresa Yenque : la femme de ménage
- Joel de la Fuente : Taru Tech Ruben Morales

Dans un immeuble, un jeune couple est alerté par l'errance d'un chien dans le hall d'entrée qu'ils ramènent aussitôt à sa propriétaire, Laura Santiago. Cependant, ils tombent sur son cadavre allongé dans son lit puisqu'elle a été égorgée et probablement violée. En effet, accompagnant l'Unité spéciale sur place, le médecin-légiste Warner prélève des fluides en elle ainsi que la salive de l'animal de compagnie de la défunte dans le but de savoir s'il a mordu son agresseur. L'une de ses voisines atteste aux enquêteurs qu'elle l'a vu plusieurs fois avec son petit ami qui possédait un double de ses clés et, parallèlement, le portable de Laura révèle qu'il se prénomme Jan. Professeur de yoga, il explique à Benson et Stabler qu'il l'a rencontrée lors de l'un de ses cours et qu'ils sortaient ensemble sans vraiment se fréquenter au point de vivre séparément. En fait, il s'avère qu'il est végétarien et un amoureux des animaux, deux traits de caractère que possédaient également Laura d'où leur relation basée sur ces points communs. Profondément choqué par son meurtre, il leur fournit un alibi qui s'avère être solide. Or, de son côté, Warner démontre à l'Unité spéciale que le sperme décelé en Laura contient deux ADN, soit la preuve que deux hommes ont couché avec elle avant sa mort dont Jan, qui a passé la soirée avec elle, et un inconnu. De leur côté, fraichement arrivés sur le sol américain, les parents de Laura confient à Benson et Stabler que leur fille les aidait financièrement pour qu'ils puissent vivre normalement. Effectivement, d'origine hispanique, Laura a permis leur arrivée aux États-Unis en travaillant dans une boutique de vêtements de luxe mais, questionné à son propos, son ancien manager dévoile une vidéo compromettante à Benson et Stabler où Laura s'acharne sur les produits très chers qu'elle vendait, constitués de cuir notamment, en exigeant aux clients de ne pas les acheter. Depuis cet incident influencé par son activisme pour la protection des bêtes qui sont tuées pour ensuite être transformées en bottes par exemple, Laura a démissionné pour devenir une véritable militante pour leur bien-être et leur préservation. Quant à la police scientifique, elle parvient à récupérer des photos étonnantes de fessiers féminins dans le portable de la victime ainsi qu'un cliché de combat clandestin de coqs où apparaît son propre père. D'abord suspecté de l'avoir massacrée en raison d'une blessure à la main, puis finalement blanchi, ce dernier annonce à Benson et Stabler que Laura ne supportait pas qu'il puisse y participer en pariant et, fâchée contre lui et donc la dernière fois où ils se sont parlé, elle a photographié ce concours illégal qui, tout compte fait, est démantelé par les policiers. Dès lors, faute de coupables, l'enquête patine jusqu'à ce que Warner désigne aux inspecteurs que la bave du chien de Laura détient des fibres issus de deux jeans différents, fabriqués de chanvre et de polyester respectivement. Soit l'assurance qu'il s'est attaqué à un duo d'hommes qui s'est bien rendu chez elle pour lui faire l'amour ou l'abuser sexuellement. Conséquemment, Jan garantit qu'il l'a bien blessé à son domicile et leur déballe qu'ils avaient prévu de déjeuner dans un restaurant bio après une séance de dédicaces dans une librairie. Documentariste à ses heures perdues, Laura désirait interroger des gens enrôlés dans la lutte contre la souffrance animale, comme une romancière à qui elle délivrait des images de fesses de femmes pour établir  que leurs habits comportent de la peau d'animaux dans ses ouvrages ou bien un handicapé rendu invalide par des hamburgers élaborés à partir de viande infectée d'ammoniaque et de bactéries qui ont résisté à sa fabrication qui s'est déroulée dans des usines très sales. Enfin, épaulé par un polémiste souillé par une histoire d'accident dans lequel l'un de ses apprentis journalistes mineurs est décédé lors d'une course de rallye, ce dernier déclare à Benson et Stabler que Laura était à deux doigts de diffuser un documentaire brûlant et scandaleux qu'elle a secrètement tourné sur l'industrie agroalimentaire et ses dérives sanitaires, plus particulièrement sur l'abattoir et l'usine à traitement Donna Rosa Meats détenue par  Rosa Doletti et son bras droit John Reilly. Toutefois, ce directeur soutient à l'Unité spéciale que tous ses employés, souvent peu en règle avec l'administration et sans papiers, sont heureux d’œuvrer pour lui et, comme lui, certains d'eux entre eux guident les policiers vers un boucher, Jorge, qui semble être un dragueur insistant auprès des femmes, ce qui a poussé Reilly à le renvoyer pour comportement inapproprié. Au commissariat, alors qu'il nie avoir couché ou violé Laura dans sa résidence, le capitaine Cragen le contredit en lui montrant des analyses de son ADN, ôté de ses chaussures de travail, avec la semence qu'il a laissé dans Laura. Étonné et confus, il leur réitère son innocence tandis que son épouse, écœurée par ses infidélités, remet l'un de ses jeans maculé de sang à Benson et Stabler, soit celui déchiré par le colosse de Laura. Trahi par ces évidences concrètes, il est arrêté pour son agression sexuelle et son crime. 

### Épisode 21:La Beauté des flammes
- États-Unis : 28 avril 2010 sur NBC
- France : 1er novembre 2010 sur TF1

- États-Unis : 9,48 millions de téléspectateurs[23] (première diffusion)

- Kevin Anderson (en) : Frank Sullivan
- Justine Cotsonas : Emily Sullivan
- Lorraine Farris : Marcy Sullivan
- Jane Dashow : Mary
- Sharon Stone : Jo Marlowe
- Marty Lawson : Pete
- Spencer Trinwith : Brian
- Jason Jurman : Mitch Shankman
- Jeremy Allen White : Michael Parisi
- Brad Dourif : Dr Iggy Drexel
- Sam Waterston : Jack McCoy
- Erika Bradshaw : la greffière
- Lindsay Crouse Juge Andrews
- Tom Lucca : lieutenant Lou Gezmur
- P.J. Benjamin : le chef des pompiers Kurek
- Georgia Lyman : Officier Whitney Bowman

### Épisode 22:Carte sur table
- États-Unis : 5 mai 2010 sur NBC
- France : 1er novembre 2010 sur TF1

- États-Unis : 8,42 millions de téléspectateurs[24] (première diffusion)

- Brooke Alexander : Beth Butler
- Alexander Blaise : Marty Cranston
- Carlton Byrd : Zak
- Kevin Corrigan : Flossie
- Sean Cullen : chef-député Brett Trask
- Renee Flemings : Benny
- Bob Jesser : Glenn Butler
- Jessica Lindsey : Tina Meyer
- Sharon Stone : Jo Marlowe
- Pasha D. Lychnikoff : Mr. Brooks / Anton Petrov
- Robert Mouzakes : Donovan Black
- David Paymer : Dr Stephen Elroy
- Gayle Turner : officier Dominguez
- Hanna-Liina Võsa : Sofia Zarov
- Tonye Patano : Juge Maskin
- Delaney Williams : l'Avocat John Buchanan

En pleine nuit, deux exterminateurs de rats découvrent le corps inanimé d'une femme enceinte aussitôt emmenée à l'hôpital. Lorsque Benson et Stabler débarquent à l'hôpital pour l'interroger car elle a été victime d'un viol, elle a malheureusement eu le temps pour s'enfuir. Rapidement, l'Unité spéciale et le nouveau substitut du procureur, Jo Marlowe, s'aperçoivent qu'un violeur en série s'attaque à des proies en pleine grossesse en les attendant à la sortie du métro avant de les menacer d'un couteau pour qu'elles les suivent dans des coins sombres où il peut les violer. Pourtant, cette fois-ci, le criminel n'a pas utilisé de préservatif et il a donc laissé son ADN dans la fugueuse, récolté par un médecin avant qu'elle ne fuit. Pendant ce temps, en recherchant des témoins dans le secteur où elle a été martyrisée, Fin interpelle un clochard qui lui révèle qu'il a été témoin de l'agression sexuelle et qu'il a bien vu le visage de l'agresseur qui a enlevé son masque lors de son crime. De plus, avant qu'il ne dresse son portrait-robot au poste de police, il l'informe qu'il a entendu la disparue parler une langue étrangère, ce qui guide l'Unité spéciale vers les services d'immigration. Grâce à une photo de la jeune fille prise par une caméra de surveillance lors de son hospitalisation, elle est identifiée et elle s'appelle en fait Sofia Zarov, une Bulgare fraichement arrivée sur le sol américain car, via un visa de touriste, l'ambassade de Bulgarie l'a autorisée à s'y rendre pour l'enterrement de son oncle. Comme elle devait séjourner chez sa tante Lili, Benson et Stabler lui rendent visite mais, inquiète pour elle, celle-ci leur apprend que Sofia n'est jamais passée chez elle et qu'elle ne l'a pas vue. En d'autres mots, il semble qu'elle a trouvé refuge ailleurs sans l'avertir de sa localisation. Pendant ce temps, trahi par son sperme, son offenseur est enfin démasqué et, au moment où il se préparait à s'en prendre à une nouvelle cible en pleine gestation, il est intercepté par Benson et ses collègues. Conséquemment, désigné par le SDF lors d'un tapissage, il est incarcéré pour ces trois premières infractions sexuelles car Marlowe ordonne à Benson et Stabler de rattraper hâtivement Sofia s'ils veulent le mettre derrière les barreaux. Sans sa plainte, il n'y a pas d'affaire selon Marlowe. Leur enquête s'aggrave quand Stabler leur dévoile que l'autorisation d'entrée de Sofia en Amérique a été bidouillée et que le greffier corrompu du consulat des États-Unis en Bulgarie qui l'a signée a été suspendu. Il s'avère qu'il a été payé pour la falsifier en inventant une fausse famille à Sofia car Lili n'a jamais été mariée et il n'y a pas eu de funérailles auxquelles elle devait participer. Afin d'en savoir plus ses mensonges, Benson et Stabler retournent chez Lili et remarquent que son appartement a été saccagé et maculé de son sang. Surtout, ils comprennent qu'elle n'est plus en vie car quelqu'un lui a littéralement explosé la cervelle, un meurtre prouvé par des bouts de son cerveau décelés sur le bitume à l'extérieur de son domicile. Sur place, alors que le médecin-légiste les prélève pour certifier l'identité de la défunte, Benson et son équipe sont avertis par le voisinage qui a vu dans le noir deux hommes transporter un poids lourd dans une camionnette sans plaque d'immatriculation. Des détails peu concluants contrairement au portable de Lili qui comporte bizarrement trois numéros. Deux sont bloqués ou inconnus tandis que le troisième appartient à un certain gynécologue obstétricien, le docteur Stephen Elroy. Dans son bureau, questionné par Stabler, ce dernier lui explique qu'elle l'a appelé pour qu'il consulte Sofia, qui est donc venue se réfugier sous le toit de Lili qui ne possède aucun lien familial avec elle, en prétextant qu'elle a chuté sous sa douche, une histoire inventée pour dissimuler son viol. Visiblement gêné par la présence de l'enquêteur, Elroy ajoute à Stabler qu'elle était en bonne santé comme son bébé. En réalité, Cragen exige à Stabler et Benson d'interrompre leur entretien avec lui car il a levé le voile sur ses magouilles liées à Lili et Sofia. Effectivement, il a faussé un certificat de décès pour l'époux de la seconde qui, en fin de compte, n'a jamais existé pour faire croire à la Bulgarie que Sofia devait venir à New York pour l'enterrer. En épluchant les deux derniers contacts de Sofia, l'Unité spéciale réussit à en débloquer un qui est celui d'un couple, les Butler, qu'elle appelait régulièrement depuis quelque temps avant sa disparition. Secondé par leur avocat Trevor Langan, ils narrent aux inspecteurs leur difficulté à avoir un enfant et celle d'adopter car le mari a été accusé de violences conjugales par son ex, une accusation qui a paradoxalement débouché sur un non-lieu. Dès lors, prêts à tout pour élever un gamin et rejetés par tous les centres d'adoption à cause de l'image d'homme violent qui lui colle à la peau, ils ont suivi le conseil d'Elroy de contacter sans tarder une de ses connaissances, soit Lili, pour en avoir un via une branche privée, susceptible de réaliser leur rêve, dans laquelle elle exerce. Après avoir été avisée sur la mort certaine de Lili par Warner, Benson le fait savoir aux Butler qui atteste à l'Unité spéciale qu'elle les a menés ensuite vers un certain Mr. Brooks qui leur a donné rendez-vous chez eux le lendemain pour clarifier leur situation avant qu'il ne leur offre un bébé, en l’occurrence le couffin de Sofia. Au fond, l'équipe de Cragen a mis au jour un réseau de trafic de nouveau-nés organisé par ce mystérieux Brooks, épaulé dans son commerce illégal par Elroy qu'il paye pour qu'il fasse accoucher des étrangères qu'il aide à immigrer à New York pour voler leurs nourrissons. Quant à Lili, elle est l'intermédiaire entre Elroy et Brooks pour leur amener des familles handicapées par des soucis de descendance et en quête d'un nourrisson à élever. 

### Épisode 23:Quand je serai grand
- États-Unis : 12 mai 2010 sur NBC
- France : 8 novembre 2010 sur TF1

- États-Unis : 8,56 millions de téléspectateurs[25] (première diffusion)

- Robert Abido : Barry
- Raymond J. Barry : Travis Hackett
- Raphael Sbarge : Wayne Hackett
- Madison Cerniglia : Colleen Johnson
- Graham Davie : Brad Fletcher
- Elizabeth Rich : Mrs. Fletcher
- Joe Lanza : Phil Fletcher
- Michael Willis : Mr. Fletcher
- Alex Kingston : Miranda Pond
- Jennifer Dean : Mrs. Goshgarian
- Danika Yarosh :  Nicole Goshgarian
- Erin Fogel : Samantha
- Melanie Hinkle : Toni
- Antonella Lentini : Tina Harper
- Kevin Nagle : Hannigan
- Sharon Stone : Jo Marlowe
- Steven Randazzo : Ray Marcum
- Dani Saril : Carrie
- Jeff Mantel : Sergent
- James Meredith : Officier Duncan
- Freddy Bastone : l'officier des Narcotiques
- James Michael Reilly : l'avocat
- Rick Johnson : le greffier
- Harvey Atkin : Juge Alan Ridenour
- Anna Gillette : Juge Sheila Tripler

Dans un magasin électronique, un exhibitionniste installe sa caméra sur le transmetteur du rayon télévision pour dévoiler publiquement son sexe face à des familles et des petits filles horrifiées par son geste obscène. Aussitôt alertée, en découvrant sa marque de naissance sur son aine, l'Unité spéciale se rend compte que ce dernier n'est d'autre qu'un violeur en série qui a déjà fait trois victimes mineures en peu de temps car il ne sévit que les dimanches. Dès lors, le quatrième du mois, le capitaine Cragen briefe son équipe et le NYPD car il s'apprête à repasser à l'acte à Central Park où il sélectionne ses proies. En pleine traque, Benson et Stabler sont interpellés par un jeune policier, Brad Fletcher, qui leur annonce par talkie-walkie qu'il le prend en chasse avant qu'une bagarre n'éclate entre lui et le pédophile. Tout compte fait, Fletcher parvient à le maîtriser et, après leur avoir transmis le sac banane du vicieux comportant du scotch adhésif, il est remercié par les deux enquêteurs étonnés par son arrestation d'autant plus qu'il est une recrue peu expérimentée. Au commissariat, le pervers, Wayne Hackett, est poussé à bout par le duo de flics qui prennent en photo sa tache de vin et lui déclarent qu'ils ont suffisamment de preuves pour le mettre derrière les barreaux à vie pour ces nombreux viols. Or, pendant ce temps, Fletcher est félicité cette fois-ci par Cragen qui lui promet qu'il sera récompensé par son chef de sa division mais, étrangement, le policier lui demande d'être plus discret car il ne veut pas être sous les feux du projecteur. Rapidement, au moment où il doit transmettre sa version des faits, Fin et Munch remarquent qu'il ne sait pas utiliser une machine à écrire et qu'il semble être peu mature pour son poste. En réalité, son masque d'imposteur tombe quand la gamine accostée par Hacket avant qu'il ne le capture explique aux inspecteurs de l'Unité spéciale que le flic lui a exigé qu'il baisse son pantalon. Refusant sa requête, Fletcher l'a donc fait lui-même de force pour voir s'il portait bien un angiome d'où la lutte physique entre eux. Alarmée par cette procédure illégale car un vrai officier a l'interdiction de fouiller un citoyen par la violence, car il l'aurait ramené au poste pour l'interroger comme il doit le faire, le substitut du procureur Marlowe lui reproche d'avoir bafouillé les droits d'Hackett tandis que Fletcher tente de lui faire comprendre qu'il l'a d'abord agressé d'où sa riposte pour lui passer les menottes. Quand Marlowe déduit à Cragen qu'il est impossible de procéder à l'incarcération d'Hackett car sa capture est hors-la-loi, le capitaine contacte le supérieur de Fletcher qui l'avertit qu'il ne le connait pas et qu'aucun de ses hommes ne porte son nom. Confondu par sa maladresse, le minot s'est enfui pour ne pas avoir d'ennuis. En fait, absent des registres de la police et des criminels, il n'a pas 22 ans comme il s'en vantait mais il n'est qu'un adolescent de 16 ans qui s'est fait passer pour un patrouilleur pour ressentir les frissons du métier de policier. Désireuse de jeter Hackett en prison pour de bon, Marlowe s'inquiète de sa disparition et de son canular car il n'a pas signé sa déposition et il lui reste quelques heures pour maintenir l'obsédé sexuel avant qu'il ne soit relâché faute d'évidences concrètes contre lui. Pour localiser Fletcher à tout vitesse, humiliée par cette tromperie gênante pour leur image, l'Unité spéciale n'a pour piste que sa casquette abandonnée dans le parc lors de son altercation avec lui. Elle a été achetée dans une boutique spécialisée où le vendeur lui a vendu l'uniforme complet car, selon lui, le pubère l'a convaincu qu'il était nouveau dans la NYPD. Cependant, il prévient Fin et Munch qu'il ne lui pas remis de pistolet car il n'a pas examiné sa carte d'identité. De son côté, pressée par Marlowe pour lui mettre la main dessus, Benson étudie une catégorie liée à l'ordre du public du Department of Motor Vehicles où elle note la ressemblance de leur fugitif avec un dénommé Phil Fletcher. Visité par ses soins, il lui rapporte qu'il a plusieurs cousins qu'il n'a jamais rencontré et que son père, un retraité du NYPD, l'a conduit à être un flic à son tour, en vain. Enfin, il confie que son papa a plusieurs frères et que ce Brad Fletcher peut très bien être l'un de leurs enfants. Guidé par son parent vers un bar fréquenté par des agents où il l'aurait aperçu car il a été frappé par sa ressemblance avec sa fraternité, Benson et Stabler discutent avec un ancien collègue, Hannigan, qui décrit leur escroc comme un ado immature qui rêve de se transformer en gardien de la paix. Alors que Marlowe organise un tapissage pour que les trois martyres d'Hackett puissent l'identifier avec succès pour deux d'entre elles, l'Unité spéciale localise Fletcher parmi des "Police Explorers", un programme axé sur la carrière qui donne aux adultes pas encore majeurs la possibilité d'explorer un job dans l'application de la loi en œuvrant avec les services répressifs locaux. Inscrit depuis ses 14 ans, son manager mène Benson et Stabler vers le lycée où il étudie. Après avoir signé sa déclaration contre Hackett, fier d'avoir mis fin à son parcours, il est toutefois épinglé pour usurpation de fonction et port illicite d'une arme à feu. Protégé par sa mère avocate qui est la propriétaire du revolver, Fletcher leur rétorque qu'il a voulu réalisé son fantasme et s'effondre lorsque Benson et Stabler lui rappellent que son casier judiciaire, fourni par ces délits d'escroquerie, l'empêchera de le concrétiser réellement et que Hackett est à deux doigts d'être relâché à cause de lui car il n'y a rien de légal dans sa détention. D'ailleurs, sa défense tente de convaincre le juge que Fletcher a bafoué ses droits de citoyen et qu'il est un trompeur qui a manipulé toute l'Unité spéciale en s'immisçant dans leur réunion pour pourchasser son client sans que personne n'ouvre les yeux sur sa fumisterie. Seul le magistrat peut décider si l'action de Fletcher est légitime car il est responsable de l'emprisonnement d'un redoutable pédophile.

### Épisode 24:À la folie...
- États-Unis : 19 mai 2010 sur NBC
- France : 8 novembre 2010 sur TF1

- États-Unis : 8,61 millions de téléspectateurs[26] (première diffusion)

- Adela Maria Bolet : Lourdes
- Rajesh Bose : Cabbie
- Jake Miller : Nicholas Olsen
- D.W. Moffett : Paul Olsen
- Isabelle Huppert : Dr. Sophie Gerard
- Goran Ivanovski : le réceptionniste de l'hôtel
- Dennis Larkin : l'officier du comté de Suffolk
- Gianna LePera : Becca
- Sharon Stone : Jo Marlowe
- Erin Moon : la messagère à vélo
- Esau Pritchett : Jason Culross
- Tom Alan Robbins : Garry
- Blair Ross : principale Carol Huston
- John Rue : le chauffeur du camion
- Derek Morgan : le capitaine des pompiers
- Eric Schneider : officier Eddie Nelson
- David Shumbris : Keith Bradman

En plein centre de New York, un petit garçon, Nicholas Olsen, est enlevé à la sortie de son bus scolaire sous les yeux de quelques automobilistes qui donnent aux inspecteurs de l'Unité spéciale des détails contradictoires sur son ravisseur. Pour ces derniers, leur unique indice est une camionnette dans laquelle il a été emmené de force par un inconnu ganté et les caméras de la ville leur permettent de retrouver illico la provenance du fourgon où Nicholas a été embarqué vers un endroit secret. Malheureusement, issu d'un magasin de farces et attrapes, Benson et Stabler notifient que celui disponible n'est plus utilisable et que leur kidnappeur a reproduit son design  sur son van pour passer incognito en ville et brouiller leurs pistes. D'ailleurs, celui-ci est finalement localisé et il a été brûlé par leur criminel qui s'est enfui avec le garçonnet en laissant derrière eux son sac d'écolier. Dès lors, une véritable course contre la montre commence pour les enquêteurs pour lui sauver la vie et la directrice de son école leur fournit son identité tout en leur confiant qu'il est au centre d'un conflit violent entre ses deux parents divorcés. Selon elle, s'ils doivent s'intéresser à l'un des deux, sa mère, un anthropologue française prénommée Sophie Gerard, est une femme instable qui avait l'interdiction de l'approcher ou de lui rendre visite sans la présence de son père. Considérée comme instable voire délurée, elle a plusieurs fois enfreint l'injonction d'éloignement, que ce soit dans son établissement scolaire ou dans la rue, que son ex a obtenu contre elle pour l'empêcher de communiquer physiquement avec leur enfant dont il a obtenu la garde exclusive. Conséquemment, au commissariat, Benson, Stabler et le substitut du procureur Marlowe visualisent une vidéo de surveillance publique et muette dans laquelle, près de son minibus qu'il prend pour aller au primaire, elle lui offre un médaillon censé le protéger et, spécialisé dans le langage des signes notamment la lecture sur les lèvres, un flic décrypte ce qu'elle lui dit. Terrifié par sa présence interdite, Nicholas est chaleureusement réconforté par sa maman agitée qui lui promet que "tout se passera bien". Pour l'Unité spéciale, il ne fait plus de doute qu'elle évoquait probablement son kidnapping qu'elle a organisé d'avance, une théorie assurée par son ancien conjoint, Paul, qui débarque furieux chez les détectives. Stressé à l'idée qu'elle le détienne quelque part, il décrit le docteur Gerard comme une concubine fascinée par les cultures matriarcales et son refus de croire aux bénédictions du mariage. Globe-trotteuse pour son travail, elle serait prête à tout pour lui voler son fils afin de partir avec lui à l'étranger, plus précisément en Chine dont elle est tombée amoureuse. Opposé à son désir de lui faire découvrir ce pays, après s'être interposé à leur voyage sans retour, il s'est donc séparé d'elle car il avait peur qu'elle ne revienne plus jamais en Amérique avec leur unique gosse. Pour se faire une propre idée sur cette supposée coupable, Benson et Stabler la rencontrent dans son appartement où ils remarquent effectivement qu'elle n'est pas très bien équilibrée psychologiquement. Surprise et apeurée d'entendre que Nicholas s'est volatilisé sans laisser de traces, elle leur clame qu'elle ne l'a pas vu depuis des jours avant d'être trahie par une captation de son rendez-vous où elle en a profité pour lui donner un collier. Aussitôt, elle leur atteste que Paul lui bourre son crâne de mensonges à son sujet pour qu'il la déteste tandis que Stabler note une comportant des objets du disparu sur un fauteuil. Suspectée de vouloir fuir illégalement avec lui, elle est arrêtée et déposée au poste de police où elle déclare à Benson et Stabler qu'elle est innocente malgré les injectives de son concubin d'antan qui lui reproche devant toute l'Unité spéciale d'avoir abandonné Nicholas quand elle est partie étudier la Chine. De son côté, hystérique et ingérable, elle lui hurle qu'elle est irréprochable et qu'elle est meilleure que lui pour l'éduquer. Isolée de Paul, Gerard réitère à Stabler qu'elle est très proche de Nicholas qui a saisi son devoir de parcourir le monde pour son métier et, consciente de ses nombreuses absences professionnelles et le manque de temps qu'elle lui réservé, lui garantit qu'elle l'aime plus que tout au point de vouloir se racheter auprès de lui. Questionné par Benson dans une autre salle d'interrogatoire, Paul la lynche en la traitant de menteuse pathologique et lui narre une agression où elle a essayé de le tuer avec une hache. En pleine déchirure et détestation l'un pour l'autre, l'Unité spéciale se trouve mêlée à leur histoire tumultueuse où Nicholas fut témoin de leur haine respective tout au long de son enfance mais, toutefois, leurs suspicions pèsent désormais sur Sophie. En effet, en fouillant son domicile, Fin a mis la main sur un passeport français au nom de Nicholas, deux allers simples pour Beijing et son relevé bancaire démontre qu'elle a contracté une large somme à sa famille dont la moitié a été transférée sur un compte sans nom précis. Mise à mal par ces preuves accablantes contre elle que lui présente Marlowe, elle craque et lui insinue qu'elle a bien payé une personne pour qu'elle le kidnappe. En larmes, elle s'accable sur son sort car elle craint qu'elle lui fasse du mal et, énervé par ses lamentations et ses déclarations d'amour maternelle pourtant sincères pour Nicholas, Stabler parvient à la bousculer complètement pour qu'elle leur délivre le nom du mercenaire. Béret vert à la retraite, Jason Culross est depuis expert dans les enlèvements de mineurs suivis de demandes de rançons et il est souvent contacté en secret par des couples brisés qui sont prêts à tout pour ravir leurs progénitures des griffes de leurs ex. Dans son entrepôt parsemé de photographies de Nicholas, après avoir assommé Benson, Culross est maîtrisé et interrogé par Stabler qui se rend compte qu'ils font fausse route à son sujet. Effectivement rémunéré par Sophie pour piquer Nicholas à Paul, il a renoncé à sa mission au moment même il a constaté qu'il était son père biologique. En fait, il s'impose une limite pour ses rapts, celle de passer à l'action seulement quand un enfant est retenu par un tuteur non légal dans le but de le remettre à son vrai parent. Obsédée par le bien-être de Nicholas, elle l'a tout de même supplié de la mener vers un légionnaire aussi expérimenté que lui pour le remplacer, en vain. Pour finir, Sophie est une nouvelle fois confondue cette fois-ci par sa carte bleue, utilisée dans un motel à Long Island par un individu entrevu avec un minot par le personnel.